# X-ファイルのエピソード一覧

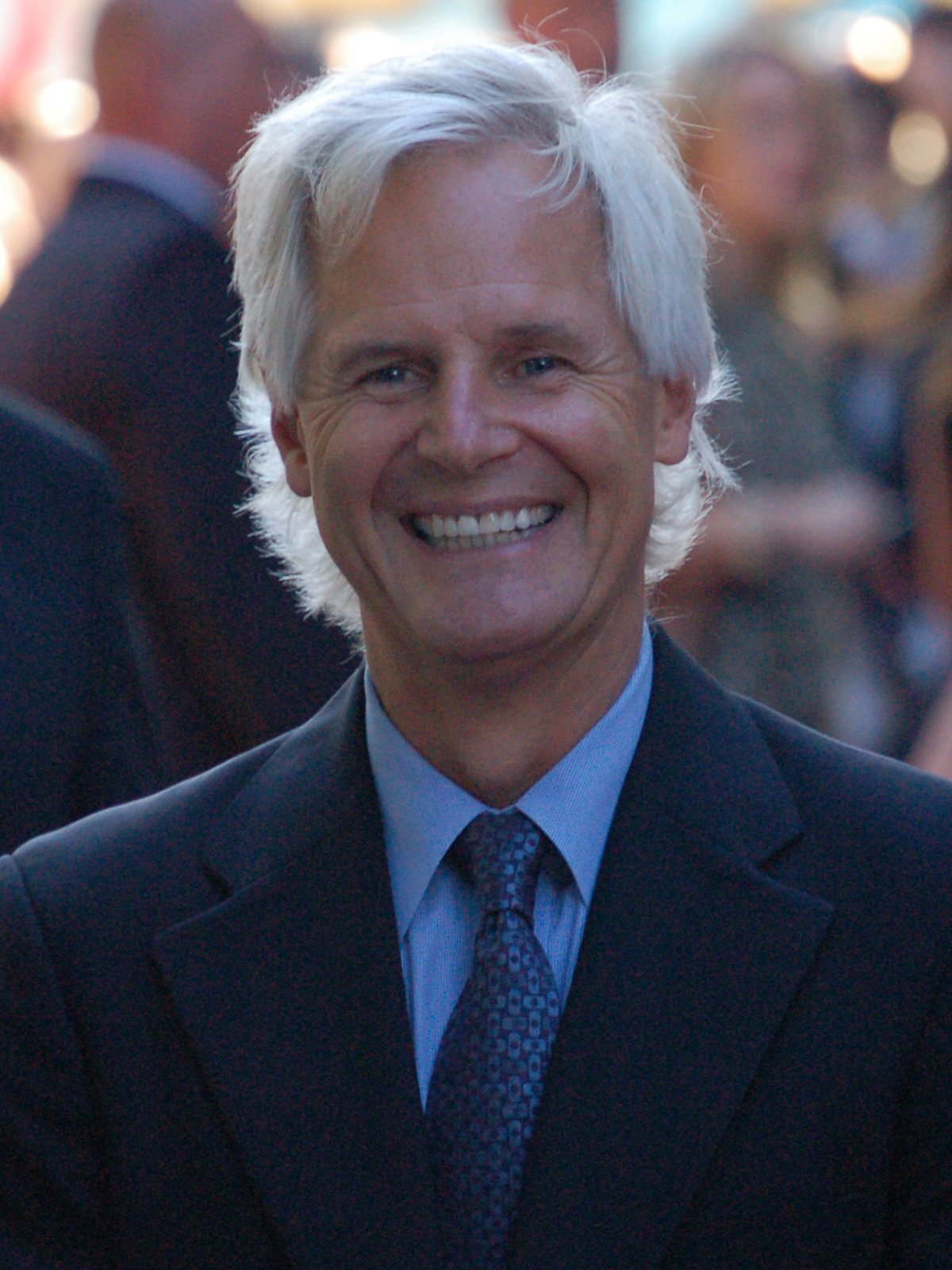
番組の発案者であるクリス・カーター。

『X-ファイル』（The X-Files）は、1993年9月10日からフォックスより放送されているアメリカ合衆国のSFテレビドラマである。シリーズは第10シーズンまでで208話におよび、FBI特別捜査官のフォックス・モルダー（デイヴィッド・ドゥカヴニー）とダナ・スカリー（ジリアン・アンダーソン）が「X-ファイル」と呼ばれる超常的な事件に挑む姿が描かれる。第8シーズン～第9シーズンはドゥカヴニーがフォックス側と出演料を巡って争ったため、ドゥカヴニーの出番が減少した。
番組はクリス・カーターが企画し、R・W・グッドウィン、フランク・スポトニッツ、ハワード・ゴードン、ヴィンス・ギリガン、ジョン・シャイバン、キム・マナーズ、グレン・モーガン、ジェームズ・ウォンらと共に製作総指揮を務めた。第1シーズンから第5シーズンまではブリティッシュコロンビア州バンクーバー、第6シーズン以降はカリフォルニア州ロサンゼルスで主に撮影された。
第4シーズンまでは金曜午後9時（EST）、第5シーズン以降は日曜午後9時（EST）に放送された。各エピソードはコマーシャルを除いて約45分、標準画質で放送された。1998年に第5シーズンと第6シーズンの間を描いた映画『X-ファイル ザ・ムービー』が、2008年に第9シーズンと第10シーズンの間を描いた映画『X-ファイル: 真実を求めて』がそれぞれ公開された。
2002年の第9シーズンで完結していたが、2015年3月に放送局のフォックスより放送再開が発表され、第9シーズンから14年後の2016年に全6話構成の第10シーズンが放送された。フォックスは第11シーズン以降も継続する方向で検討しており、2017年秋の放送を目指していると報じられた。
2000年以降、20世紀フォックス・ホーム・エンターテインメントより全エピソードがDVD化された。他にiTunes Store、Amazon Instant Video、Hulu、ネットフリックスでダウンロード販売も行われた。
番組はゴールデングローブ賞、サテライト賞などを受賞している。出演者のうち、特にドゥカヴニーとアンダーソンの演技が高く評価された。

## シリーズ概要
| シーズン | シーズン                | 話数                    | 放送日         | 放送日          | ニールセン・ レイティング | ニールセン・ レイティング | DVD発売日(第10シーズンはBlu-ray Discも発売) | DVD発売日(第10シーズンはBlu-ray Discも発売) | DVD発売日(第10シーズンはBlu-ray Discも発売) |
| シーズン | シーズン                | 話数                    | シーズン 初回  | シーズン 最終回 | 視聴者数 （百万人）       | 順位                      | Region 1                                    | Region 2                                    | Region 4                                    |
| -------- | ----------------------- | ----------------------- | -------------- | --------------- | ------------------------- | ------------------------- | ------------------------------------------- | ------------------------------------------- | ------------------------------------------- |
|          | 1                       | 24                      | 1993年9月10日  | 1994年5月13日   | N/A                       | 111                       | 2000年5月9日                                | 2000年11月6日                               | 2000年11月22日                              |
|          | 2                       | 25                      | 1994年9月16日  | 1995年5月19日   | 14.50                     | 63                        | 2000年11月28日                              | 2001年4月30日                               | 2001年4月20日                               |
|          | 3                       | 24                      | 1995年9月22日  | 1996年5月17日   | 15.40                     | 55                        | 2001年5月8日                                | 2001年11月26日                              | N/A                                         |
|          | 4                       | 24                      | 1996年10月4日  | 1997年5月18日   | 19.20                     | 20                        | 2001年11月13日                              | 2002年4月22日                               | N/A                                         |
|          | 5                       | 20                      | 1997年11月2日  | 1998年5月17日   | 19.80                     | 11                        | 2002年5月14日                               | 2004年12月27日                              | N/A                                         |
|          | X-ファイル ザ・ムービー | X-ファイル ザ・ムービー | 1998年6月19日  | 1998年6月19日   | N/A                       | N/A                       | 2001年1月23日                               | 2000年1月24日                               | 2000年3月22日                               |
|          | 6                       | 22                      | 1998年11月8日  | 1999年5月16日   | 17.20                     | 12                        | 2002年11月5日                               | 2003年3月17日                               | 2003年5月13日                               |
|          | 7                       | 22                      | 1999年11月7日  | 2000年5月21日   | 14.20                     | 29                        | 2003年5月13日                               | 2003年9月22日                               | 2003年10月20日                              |
|          | 8                       | 21                      | 2000年11月5日  | 2001年5月20日   | 13.93                     | 31                        | 2003年11月4日                               | 2004年3月14日                               | 2004年4月14日                               |
|          | 9                       | 20                      | 2001年11月11日 | 2002年5月19日   | 9.10                      | 63                        | 2004年5月11日                               | 2004年6月7日                                | 2004年7月27日                               |
|          | 真実を求めて            | 真実を求めて            | 2008年7月25日  | 2008年7月25日   | N/A                       | N/A                       | 2008年12月2日                               | 2008年11月24日                              | 2008年11月26日                              |
|          | 10                      | 6                       | 2016年1月24日  | 2016年2月22日   | TBD                       | TBD                       | 2016年6月14日                               | 2016年7月2日                                | N/A                                         |
|          | 11                      | 10                      | 2018年1月3日   | 2018年3月21日   | TBD                       | TBD                       | 2018年6月                                   | 2019年1月                                   | N/A                                         |
|          | Mythology Vol. 1        | Mythology Vol. 1        | N/A            | N/A             | N/A                       | N/A                       | 2005年6月7日                                | N/A                                         | N/A                                         |
|          | Mythology Vol. 2        | Mythology Vol. 2        | N/A            | N/A             | N/A                       | N/A                       | 2005年8月2日                                | N/A                                         | N/A                                         |
|          | Mythology Vol. 3        | Mythology Vol. 3        | N/A            | N/A             | N/A                       | N/A                       | 2005年11月27日                              | N/A                                         | N/A                                         |
|          | Mythology Vol. 4        | Mythology Vol. 4        | N/A            | N/A             | N/A                       | N/A                       | 2005年11月22日                              | N/A                                         | N/A                                         |

## 第1シーズン（1993年 - 94年）
一話完結が多くを占めている。
| № | #  | タイトル                                   | 監督                     | 脚本                                    | 放送日         | プロダクション コード | 合衆国視聴世帯数 （百万） |
| --- | -- | ------------------------------------------ | ------------------------ | --------------------------------------- | -------------- | --------------------- | ------------------------- |
| 1 | 1  | "序章" Pilot"                              | ロバート・マンデル       | クリス・カーター                        | 1993年9月10日  | 1X79                  | 7.4                       |
| オレゴン州の森で若い女の変死体が発見された。腰に奇妙な斑点が残っていた他は、これといった外傷はない。続いて第2、第3の死体が発見された。彼らは皆、同じ高校のクラスメートだった。FBIで、通常の捜査で解決できなかった事件”X-ファイル”を専門に担当するモルダー捜査官と、新たに着任したスカリー捜査官がこの奇妙な事件を捜査することになり、現場へと向かった。二人は死体解剖のため、3人目の死者の葬られた墓を掘り起こす。しかしそこから出てきたのは、人間ではなく異様な生物の死体であった。しかもその鼻孔には地球上には存在しない材質の金属片が埋め込まれていた。 |    |                                            |                          |                                         |                |                       |                           |
| 2 | 2  | "ディープ・スロート" Deep Throat"          | ダニエル・サックハイム   | クリス・カーター                        | 1993年9月17日  | 1X01                  | 6.9                       |
| ディープ・スロートは「内部告発者」の意。このエピソード以降、現れる謎の男性のこと。UFO目撃のメッカ、アイダホ州のエレンズ空軍基地で、軍のテストパイロットが逃走し、やがて精神異常を理由に施設に収容されるという事件が起きた。モルダーは同様の事件が過去もこの地域で頻繁に起きていることを突き止め、不審に思って付近の聞き込みを始めた。ところが、政府筋の極秘情報を握っていると思われる謎の男性が突然モルダーの元に現れ、捜査から手を引くよう促す。後に家族の元に帰ってきたパイロットに面会したモルダーは、この男性の記憶に”人為”が施されていると確信し、地雷に囲まれたエレンズ空軍基地に潜入した。彼はそこで不思議な軌跡で飛ぶ、謎の飛行物体を目撃する。 |    |                                            |                          |                                         |                |                       |                           |
| 3 | 3  | "スクィーズ" Squeeze"                      | ハリー・ロングストリート | グレン・モーガン & ジェームズ・ウォン   | 1993年9月24日  | 1X02                  | 6.8                       |
| メリーランド州ボルチモアのオフィスビルの密室で殺人事件が発生する。被害者は肝臓を素手で抉り取られていた。程なく青年ユジーン・トゥームズが容疑者として逮捕される。1903年から30年おきに全く同種の事件が発生していることを調べたモルダーは、ユジーンが冬眠を繰り返しながら100年以上生きているミュータントで、再び冬眠に入るために人間の肝臓を狙っていると推測する。最初の事件の発生の地であり、ユジーンの生家である廃屋のマンションを探索したモルダーは、古紙で造られた「巣」を発見し確信を深める。しかしユジーンの脅威はスカリーにも迫っていた。 |    |                                            |                          |                                         |                |                       |                           |
| 4 | 4  | "導管" Conduit"                            | ダニエル・サックハイム   | アレックス・ガンサ & ハワード・ゴードン | 1993年10月1日  | 1X03                  | 5.9                       |
| UFO飛来で有名な、アイオワのオカポジー湖で少女が行方不明になった。そして過去のX-ファイルには、少女の母親の名前がこの湖でのUFO目撃者として記録されていた。彼女の家を訪ねたモルダーとスカリーは、少女の弟がテレビのノイズ画面を見ながら、紙に0と1の数字を黙々と書き取る姿を発見した。彼は、テレビから姉のメッセージを受け取っているのだという。捜査の途中、少女の遊び仲間が現れ、失踪の夜少女はボーイフレンドに逢う予定だったと告げる。そして、その男性も行方不明になっていた。不審に思ったふたりはふたたび湖へと向かい、この男性の死体を発見する。 |    |                                            |                          |                                         |                |                       |                           |
| 5 | 5  | "ジャージー・デビル" The Jersey Devil"     | ジョー・ナポリターノ     | クリス・カーター                        | 1993年10月8日  | 1X04                  | 6.2                       |
| ニュージャージー州のアトランティック・シティで、人間の歯形がついたホームレスの死体が発見された。モルダーは過去のX-ファイルをひもとき、1947年にもこの地域で同様の事件が起きていたことを知る。200年以上も前からニュージャージー州に伝わる伝説の野人、ジャージー・デビルの仕業なのか？聞き込み捜査を開始したモルダーは、他にもこの野人を目撃したという証言を複数得る。観光都市のイメージダウンを嫌う地元警察による妨害に遭いながら、モルダーはホームレス居住区で張り込みを敢行、ついに、裸同然で素早く走る野人の姿を確認する。しかも、その野人は女だった。 |    |                                            |                          |                                         |                |                       |                           |
| 6 | 6  | "影" Shadows"                              | マイケル・ラング         | グレン・モーガン & ジェームズ・ウォン   | 1993年10月22日 | 1X05                  | 5.6                       |
| フィラデルフィアでキャッシュ・ディスペンサーを利用しようとした女が暴漢に襲われた。やがて犯人は路上で死体となって発見されたが、外傷ひとつ無いのに内部から首の骨を砕かれているという不思議な死に方をしていた。捜査を開始したモルダーとスカリーは、キャッシュ・ディスペンサーの防犯カメラに映っていた映像を調べた結果、被害者の女と犯人以外の、別の人間の人影が横切っているのを発見する。そして、この女のまわりには、他にもいろいろと不思議な現象が起こっていることが判明し、モルダーは超常現象による事件だと確信する。 |    |                                            |                          |                                         |                |                       |                           |
| 7 | 7  | "機械の中のゴースト" Ghost in the Machine" | ジェロルド・フリードマン | ハワード・ゴードン & アレックス・ガンサ | 1993年10月29日 | 1X06                  | 5.6                       |
| バージニア州のハイテク高層ビルで、新任の会長が感電死した。完全な密室での出来事で、手がかりが全くないため、担当捜査官はモルダーに協力を要請してきた。現場を検証したモルダーとスカリーは、そのビルが、コンピューターによる極めて高度な集中管理システムを採用していることを知る。このシステムの開発者である天才科学者で、最近解任されたばかりの前会長を重要参考人として聴取したふたりは、このコンピューターの人工知能が、予想を遥かに越える性能であることを知らされる。事実、このコンピューターはすでに自分の意志を持ち、暴走を始めていたのである。 |    |                                            |                          |                                         |                |                       |                           |
| 8 | 8  | "氷" Ice"                                  | デヴィッド・ナッター     | グレン・モーガン & ジェームズ・ウォン   | 1993年11月5日  | 1X07                  | 6.2                       |
| アラスカの研究所で科学者たちが互いに殺し合い、全員が死亡するという事件が起きた。モルダーとスカリーは真相を解明するために、他の科学者たちと現地へ急行。そこには、死んだ科学者たちが採取した25万年前のアイスコアのサンプルと、一匹の犬だけが生き残っていた。まもなく、この犬に噛まれたパイロットが暴れ出し、死亡した。体内からは不気味な幼虫のような生物が摘出された。地球外生命体の可能性があるこの生物が、研究者たちの死亡の原因であることが明らかになり、これを確保しようとするモルダーと、撲滅を主張するスカリーは口論の末互いに銃を向け合った。 |    |                                            |                          |                                         |                |                       |                           |
| 9 | 9  | "宇宙" Space"                              | ウィリアム・グラハム     | クリス・カーター                        | 1993年11月12日 | 1X08                  | 6.1                       |
| スペースシャトル打ち上げが土壇場で中止された2週間後、NASAの職員がモルダーに接触してきた。今回の中止には不審な点があり、次回の打ち上げにも不安がつきまとっているという。モルダーとスカリーはヒューストンの宇宙センターに行き、打ち上げの指揮を執るベルト中佐に会う。彼はこの職員が言うような不安材料は全くないと言い切るが、スカリーは中佐が何かを知っているような予感を抱く。この中佐は、かつてジェミニ8号で宇宙遊泳した際に、”何か”に遭遇した経験を持っていた。以来彼は、その遭遇の記憶を消し去ることができずに苦しんでいたのである。 |    |                                            |                          |                                         |                |                       |                           |
| 10 | 10 | "堕ちた天使" Fallen Angel"                 | ラリー・ショウ           | ハワード・ゴードン & アレックス・ガンサ | 1993年11月19日 | 1X09                  | 5.1                       |
| ウィスコンシン州で、深夜、山中に巨大な火の玉が出現。駆けつけた森林警備隊員が何者かに襲われ死亡した。同時刻、空軍の宇宙監視センターのレーダーが未確認飛行物体をとらえた。物体は山中に落下した模様。軍は事件を隠蔽するが、現場で回収作業をする兵士たちが謎の存在に襲われていく。調査に向かうモルダーは軍により拘束されそこでUFOによる誘拐経験者のマックスと知り合う。マックスは再び異星人に誘拐されると逃亡するが異星人を捕らえるため軍にも追われる。モルダーはマックスを助けようとするがその眼前でマックスは異星人に誘拐される。 |    |                                            |                          |                                         |                |                       |                           |
| 11 | 11 | "イヴ" Eve"                                | フレッド・ガーヴァー     | ケネス・ビラー & クリス・ブランカトー   | 1993年12月10日 | 1X10                  | 6.4                       |
| 3000マイルも離れたコネチカット州とカリフォルニア州で、同じ日の同じ時刻に、同じ手口の殺人事件が起きた。しかも、このふたりの被害者には、年齢も同じで顔もうりふたつの娘がいたのである。事件の関連性を調査するモルダーとスカリーは、このふたりの少女が体外受精児であり、この受精に関わった女医が遺伝子実験を行っていたことを突き止める。また、ディープ・スロートがもたらした情報によると、アメリカ政府は冷戦時代「リッチフィールド計画」なる極秘プロジェクトを進行させていたらしい。最強の兵士をつくるために、優性遺伝子をかけ合わせる実験を行っていたのだ。 |    |                                            |                          |                                         |                |                       |                           |
| 12 | 12 | "炎" Fire"                                 | ラリー・ショウ           | クリス・カーター                        | 1993年12月17日 | 1X11                  | 6.4                       |
| モルダーはスコットランドヤードからやってきた刑事から、不可解な放火事件の捜査への協力を依頼された。彼女はオックスフォード時代のモルダーの恋人で、ふたりの親しげな様子にスカリーは興ざめ状態。同じ頃、事件の放火犯から犯行予告を受け取っていた貴族が、英国からボストン郊外に引っ越してきた。しかも、その放火犯は管理人としてこの貴族の家に住み込むことに成功していた。彼は、自分の体から炎を自然発火させることができる不思議な能力を持っていた。ある日、ホテルで行われたパーティーにこの貴族が出席した際に、放火犯は子どもたちがいる部屋に火を放った。 |    |                                            |                          |                                         |                |                       |                           |
| 13 | 13 | "海の彼方に" Beyond the Sea"               | デヴィッド・ナッター     | グレン・モーガン & ジェームズ・ウォン   | 1994年1月7日   | 1X12                  | 6.2                       |
| スカリーの父親が急死した。悲しみをこらえ、仕事に取り組むスカリーが新たに直面した事件は、連続誘拐事件。犯人のこれまでの手口から、早く救出しないと被害者が殺害されるのは明白だった。そこへ、死刑執行を1週間後に控えたボックスという死刑囚から、自分の持つ超能力によって誘拐犯の居場所を教えるとの連絡が入る。彼は、それと引き替えに死刑の中止を要求してきたのだ。ふたりは半信半疑でボックスと面会する。モルダーはこの死刑囚の言葉を真っ向から否定するが、スカリーは、ボックスが両親の結婚式に流れた父の好きな歌を口ずさんだため、この男性を無視することができなくなった。 |    |                                            |                          |                                         |                |                       |                           |
| 14 | 14 | "性を曲げるもの" Gender Bender"            | ロブ・ボウマン           | ポール・バーバー & ラリー・バーバー     | 1994年1月21日  | 1X13                  | 6.8                       |
| 女と一緒にホテルにチェックインした男性が死体で発見された。女の身元を探るべく防犯カメラの映像を調べると退室したのは男性の姿だった。さらに被害者の体から、通常の何百倍もの濃度のフェロモンが検出、事件は超常現象の匂いを漂わせ始める。モルダーとスカリーは、現場に残されていた粘土をヒントに、現代文明を拒絶し、郊外で集団生活を営む宗教団体の集落を訪れる。表向きには友好的だった教徒たちだったが、夜になると納屋の奥で不思議な儀式が催され、不気味さは否が応でも高まってくる。そして儀式の最中、死んだ男性が女として生き返るのをモルダーは目撃した。"Gender Bender"は自動車追突事故の加害者の俗称（フェンダーを曲げるので）"Fender Bender"をもじったもので日本語で「おかまを掘る」と言われる通り性的な仄めかしも読み取れる。クライチェック役のニコラス・リーが端役で出演。この回での演技が評価され、後にクライチェック役に抜擢される。 |    |                                            |                          |                                         |                |                       |                           |
| 15 | 15 | "ラザロ" Lazarus"                          | デヴィッド・ナッター     | ハワード・ゴードン & アレックス・ガンサ | 1994年2月4日   | 1X14                  | 7.2                       |
| 銀行強盗逮捕のため、密告情報を得たスカリーはかつての同僚ウィリス捜査官とともに張り込んだ。撃ち合いの結果、強盗のデュプリは死亡、ウィリスは瀕死の重傷を負って病院へと運ばれる。まもなく息を引き取ったウィリスに、スカリーは電気ショックによる蘇生措置を施した。奇跡的に息を吹き返したウィリスだったが、となりのベッドにいたデュプリの霊魂が憑依してしまう。やがて捜査の現場に戻ってきたウィリス(＝デュプリ)は、スカリーを伴い、デュプリの妻であり強盗の共犯者であるルーラを逮捕しに向かう。そこでウィリスが銃を向けたのは、ルーラではなく、スカリーだった。 |    |                                            |                          |                                         |                |                       |                           |
| 16 | 16 | "再生" Young at Heart"                     | マイケル・ラング         | スコット・カウファー & クリス・カーター | 1994年2月11日  | 1X15                  | 6.8                       |
| かつてモルダーが検挙し、4年前に獄死したはずの連続殺人犯バーネットから、復讐を誓う挑戦状が届いた。筆跡鑑定の結果、間違いなく本人の字であり、しかも48時間以内に書かれたものであった。バーネットの消息を追ううちに、モルダーは刑務所で遺伝子操作の実験をしていた医師の存在を突き止める。この医師は、早老症の治療を研究するうちに、人間を若返らせることに成功したのだという。そして、その実験台にバーネットが使われたのであった。復讐に燃えるバーネットは、モルダーの元の同僚を殺害し、今度はスカリーを標的に選んでいた。モルダーは一計を案じる。 |    |                                            |                          |                                         |                |                       |                           |
| 17 | 17 | "E.B.E" E.B.E."                            | ウィリアム・グラハム     | グレン・モーガン & ジェームズ・ウォン   | 1994年2月18日  | 1X16                  | 5.8                       |
| ローン・ガンメン初登場エピソード。E.B.Eとは地球外生命体（Extraterrestrial Biological Entity）のこと。軍がUFOを撃墜する。現場近くに出くわしたトラック運転手が何か知っているとにらんだモルダーは行動を開始した。宇宙人にまつわる陰謀の核心に触れたエピソード。イラク上空に出現したUFOをイラク空軍が撃墜。NATOが回収した残骸と異星人を、米軍がトラックで移送しているらしい。情報を得たモルダーとスカリーは、トラックの運転手に接触するが、何の情報も得られない。積み荷の行方を追うモルダーに、ディープ・スロートが新たなUFO飛来の情報と写真をもたらした。しかし、スカリーの冷静な分析で、その写真は偽物であることが判明モルダーはディープ・スロートに偽の情報を流した意図を説明しろと迫る。異星人の存在を裏付ける物的証拠に遭遇する千載一遇のチャンスに巡り会ったモルダーは、とうとう、積み荷の最終目的地へたどり着く。                   |    |                                            |                          |                                         |                |                       |                           |
| 18 | 18 | "奇跡の人" Miracle Man"                    | マイケル・ラング         | クリス・カーター & ハワード・ゴードン   | 1994年3月18日  | 1X17                  | 7.1                       |
| 不治の病を治すといわれ、救世主としてあがめられる少年サミュエルが、最近治療を施した少女が死亡してしまった。この出来事にショックを受けたサミュエルが姿を消す一方で、かねてからサミュエル一派に反感を抱いていた保安官が、彼らを殺人罪で告訴しようと、モルダーらに捜査を依頼する。やがてサミュエルは逮捕されるが、モルダーは彼が自分の妹サマンサのことを言い当てたことに驚き、サミュエルの力は本物だと確信する。法廷では無罪になったサミュエルだが、彼の治療を受けに来た車椅子の少女に手をかざしたとたん、またもや少女が死亡してしまい、再び留置されてしまった。 |    |                                            |                          |                                         |                |                       |                           |
| 19 | 19 | "変形" Shapes"                             | デヴィッド・ナッター     | マリリン・オズボーン                    | 1994年4月1日   | 1X18                  | 7.2                       |
| モンタナ州のインディアンに伝わる伝説の獣「マニトゥ」が甦る。モンタナの牧場で家畜の殺害事件が多発していた。ある夜、見回りしていた牧場主が襲いかかる獣を射殺。ところが死体はインディアンの青年のものだった。捜査を開始したモルダーは、現場で奇妙な足跡と抜け殻のようなものを発見。スカリーも遺体の青年の犬歯が異常に発達しているのを発見した。モルダーは今回の事件が、1946年、当時のフーバーFBI長官によって作成された、X-ファイル第1号事件に酷似していることに気づいた。この地域では度々野獣が出てきては人間を襲っているらしい。そして、次の犠牲者が出てしまった。現場にはまたも野獣の爪が落ちていた。劇中、初代FBI長官エドガー・フーバーが関わった「X-ファイル」第1号について言及される。 |    |                                            |                          |                                         |                |                       |                           |
| 20 | 20 | "闇" Darkness Falls"                       | ジョー・ナポリターノ     | クリス・カーター                        | 1994年4月15日  | 1X19                  | 7.5                       |
| ワシントン州オリンピック国立公園の山中で、森林伐採の作業員30名が忽然と姿を消した。FBIは、森林伐採に強硬に反対する環境テロリストの仕業とみて、捜査を開始する。捜査を担当したモルダーは早速、スカリーと森林警備隊を連れ現地に向かう。そこでモルダー達は、繭に包まれ干からびた男性の死体を発見する。それは作業員の死体であり、樹齢数百年の古木が伐採されたことにより出現した古代虫の仕業だった。 |    |                                            |                          |                                         |                |                       |                           |
| 21 | 21 | "続 スクィーズ" Tooms"                     | デヴィッド・ナッター     | グレン・モーガン & ジェームズ・ウォン   | 1994年4月22日  | 1X20                  | 8.1                       |
| モルダーはユジーンを逮捕することに成功した。だがユジーンは数ヵ月後の再審理で保護観察付きの釈放を言い渡される。自由の身となったユジーンは、冬眠に必要な残りの肝臓を狙い、再び動き出す。そしてモルダーとスカリーは二手に分かれ捜査を続行し、ユジーンを追い詰める。スキナー副長官の初登場エピソード。 |    |                                            |                          |                                         |                |                       |                           |
| 22 | 22 | "輪廻" Born Again"                         | ジェロルド・フリードマン | ハワード・ゴードン & アレックス・ガンサ | 1994年4月29日  | 1X21                  | 7.7                       |
| ニューヨーク州バッファローの街角で、迷子の少女が保護された。ところが、身元を聞き出そうと質問していた刑事が、取り調べ室の窓を破って転落死。室内にはふたりきりだったはずなのに、少女はもう一人の男性がいたという。少女の証言をもとに作成したモンタージュは、かつて同じ警察署に勤め、9年前に殺された刑事にそっくりだった。モルダーたちが、転落死した刑事と似顔絵の刑事の関係を洗っていると、またもや不審な死亡事故が起きた。バスが、ドアにマフラーを挟んだまま走行、首を絞められて男性が死んだのである。そして、そのバスの車内には、少女の姿があった。 |    |                                            |                          |                                         |                |                       |                           |
| 23 | 23 | "ローランド" Roland"                       | デヴィッド・ナッター     | クリス・ルッペンサール                  | 1994年5月6日   | 1X22                  | 7.4                       |
| ジェットエンジンの風洞実験が行われている研究室で、実験中に科学者が死亡した。現場にいたのは、IQ70にも満たない知的障害者の清掃員ローランドのみ。翌日、今度は違う科学者が殺され、数年前に死亡した天才科学者アーサー・グレーブル博士のコンピューター・ファイルが開かれていた。実はアーサーとローランドは双子の兄弟だったのである。アーサーの脳は来るべき脳移植の時代に備え、冷凍保存されていた。アーサーの脳は生きていて、ローランドの体を操り、エンジンの研究と邪魔者の殺人を行っていたのだ。双子は遺伝子の組み合わせが等しいため、霊的な絆が強いと言う。日本の地上波では未放映。 |    |                                            |                          |                                         |                |                       |                           |
| 24 | 24 | "三角フラスコ<終章>" The Erlenmeyer Flask" | R・W・グッドウィン       | クリス・カーター                        | 1994年5月13日  | 1X23                  | 8.3                       |
| オープニングのスローガンは「TRUST NO ONE（誰も信じるな）」。これは作中のディープ・スロートの遺言。警察と激しいカーチェイスの末、海に飛び込んだ男性の傷口からは、緑色の体液が流れていた。男性が乗っていた車の持ち主は、ベルービ博士という遺伝子研究の専門家であった。モルダーらは博士を訪ねるが、博士は事実関係を否定した直後に死亡してしまう。スカリーは博士の研究室から押収したフラスコの中身を分析するが、それは地球上には存在しない細菌だった。一方、ベルービ博士の背後関係を洗うモルダーは、とある倉庫にたどり着き、水槽の中で生息する奇妙な人間を発見する。しかし、翌日にはすべての証拠は隠滅されており、ディープ・スロートが政府筋の仕業であることをほのめかす。 |    |                                            |                          |                                         |                |                       |                           |

## 第2シーズン（1994年 - 95年）
ジリアン・アンダーソンが実生活で妊娠・出産をしたため、シーズン序盤はスカリーの登場シーンが限定的である。このシーズンから、CSマンと部下のクライチェックの動きが描写され、謎の組織の動きが分かりやすくなってくる。
| № | #  | タイトル                                   | 監督                         | 脚本                                                                       | 放送日         | プロダクション コード | 合衆国視聴世帯数 （百万） |
| --- | -- | ------------------------------------------ | ---------------------------- | -------------------------------------------------------------------------- | -------------- | --------------------- | ------------------------- |
| 25 | 1  | "リトル・グリーン・マン" Little Green Men" | デヴィッド・ナッター         | グレン・モーガン & ジェームズ・ウォン                                      | 1994年9月16日  | 2X01                  | 9.8                       |
| X-ファイル課は閉鎖されモルダーは詐欺事件関連の盗聴の内勤にまわされ、スカリーはFBIアカデミーでの教職の仕事に戻った。マティソン上院議員からの情報でモルダーは単身、中南米プエルトリコのアレシボ電波天文台へ向かう。そこには、宇宙から発信されたと思われる電波の記録が残されており、それはかつて宇宙探査機ボイジャーに搭載された「地球人からのメッセージ」であった。 |    |                                            |                              |                                                                            |                |                       |                           |
| 26 | 2  | "宿主" The Host"                           | ダニエル・サックハイム       | クリス・カーター                                                           | 1994年9月23日  | 2X02                  | 9.3                       |
| 大西洋、ニュージャージー沖を航行中のロシア貨物船内で、乗組員が何者かによって下水槽に引きずり込まれる事件が起きる。しばらく後、ニュージャージー州ニューアーク市の下水道でこの乗組員の遺体が発見された。スキナー副長官は「これはX-ファイルの事件だ」と直感し、モルダーを捜査に派遣。一方、遺体の解剖を行ったスカリーは、その体内から這い出してくる謎の寄生虫を発見する。その正体は、貨物船が積んでいた放射性廃棄物からの放射線により突然変異し、脊椎動物の特徴を併せ持つようになったプラナリア（通称フルークマン）であった。 このフルークマンに扮しているのは、本作の脚本も担当したことがあるダリン・モーガン。このフルークマンは第3シーズンの「プッシャー」にゴシップ記事として再び登場する。        |    |                                            |                              |                                                                            |                |                       |                           |
| 27 | 3  | "血液" Blood"                              | デヴィッド・ナッター         | 原案: ダリン・モーガン 脚本: グレン・モーガン & ジェームズ・ウォン         | 1994年9月30日  | 2X03                  | 8.7                       |
| ペンシルベニア州の平和な街フランクリンで、7件の殺人事件が続発した。唯一の共通点は現場付近の電子機器が破壊されていること。捜査の過程で市街地で採取したハエの死骸から、非認可の農薬・LSDMが検出された。害虫に恐怖反応を引き起こし作物に近づくのを防ぐという、その農薬がこの地域で秘密裡に散布されていたのだ。そして、その農薬を散布された地域の住民が凶暴化するトリガーは、何者かが身近な電子機器に送信する「KILL'EM ALL」「DO IT NOW」などのサブリミナルメッセージだった。 ミスターXの初登場エピソード（ただし電話越しにモルダーと短い会話をするのみ）である。 |    |                                            |                              |                                                                            |                |                       |                           |
| 28 | 4  | "不眠" Sleepless"                          | ロブ・ボウマン               | ハワード・ゴードン                                                         | 1994年10月7日  | 2X04                  | 8.2                       |
| 睡眠研究の権威、グリッソム博士がニューヨークの自宅マンションで変死した。ミスターXから「博士が死亡直前に火事の通報をしていた」という情報提供を受けたモルダーは、同じ事件の捜査を先に申請したクライチェック捜査官と嫌々ながらも組んで捜査を始める。博士の遺体の皮膚には傷一つないのに、解剖結果からは火事による焼死としか考えられない。数日後、ブルックリンで別の変死体が発見される。外傷がないのに体内は銃撃で蜂の巣にされたように激しく損傷していた。その変死体とグリッソム博士との接点は、ベトナム戦争中のとある秘密実験にあった。 クライチェックの初登場エピソードである。 |    |                                            |                              |                                                                            |                |                       |                           |
| 29 | 5  | "昇天 Part.1" Duane Barry"                 | クリス・カーター             | クリス・カーター                                                           | 1994年10月14日 | 2X05                  | 8.5                       |
| 精神病院から医師を人質に取って脱走した男性、デュエイン・ベリー。彼は常日頃から「自分は宇宙人に誘拐され、操られている」と主張していた。拳銃を持って旅行代理店に立てこもったベリーに対し、交渉要員としてモルダーが現場に派遣される。一方、元FBI捜査官であるベリーの経歴を調べたスカリーは、彼がかつて銃撃による前頭葉損傷を受けたことを突き止めた。宇宙人に関する一連の発言は妄想によるものと考え、彼の言葉を信じないようモルダーに警告を発する。 |    |                                            |                              |                                                                            |                |                       |                           |
| 30 | 6  | "昇天 Part.2" Ascension"                   | マイケル・ラング             | ポール・ブラウン                                                           | 1994年10月21日 | 2X06                  | 9.2                       |
| 狙撃により確保されたベリーは、負傷したまま病院から脱走。突如としてスカリーの自宅に現れ、自分の身代わりとして異星人に差し出すために彼女を誘拐した。モルダーはベリーを追跡し、景勝地スカイランド・マウンテンへと向かう。だがCSマンの指示を受けたクライチェックの妨害のために、スカリーは異星人に連れ去られてしまった。ベリーも証拠隠滅のためクライチェックに殺害されてしまう。スキナーにクライチェックの犯行を訴えるモルダーだが、彼は忽然と姿を消した後だった。 オープニングのスローガンは「DENY EVERYTHING（すべてを否定せよ）」。本エピソードのラストで、閉鎖されていたX-ファイル課が再始動する。                                                                                                  |    |                                            |                              |                                                                            |                |                       |                           |
| 31 | 7  | "トリニティ" 3"                            | デヴィッド・ナッター         | クリス・ルッペンサール & グレン・モーガン & ジェームズ・ウォン             | 1994年11月4日  | 2X07                  | 9.0                       |
| ハリウッドヒルズの高級住宅街で血液を抜かれた死体が発見された。他の2州で3人ずつが殺された事件との共通項――キリスト教における父と子と聖霊の「三位一体」をなぞった犠牲者の選び方――を見出したモルダーが捜査に乗り出す。捕まった容疑者は明かりを病的に恐れ、拘置所で日光を浴びた途端に急速な全身火傷を負って死亡した。吸血鬼の存在を確信したモルダーは、容疑者の足取りを辿って訪れたクラブで、謎めいた美女クリステン・キラーと出会う。 クリステン役のペリー・リーブスは当時、モルダー役のデビッド・ドゥカブニーの恋人であった。 |    |                                            |                              |                                                                            |                |                       |                           |
| 32 | 8  | "昇天 Part.3" One Breath"                  | R・W・グッドウィン           | グレン・モーガン & ジェームズ・ウォン                                      | 1994年11月11日 | 2X08                  | 9.1                       |
| 行方不明だったスカリーが、ワシントンDCの医療センターに深い昏睡状態で運び込まれる。ローン・ガンメンが盗み出した彼女のカルテから、彼女の血液中には未知のアミノ酸連鎖構造を持つタンパク質が存在することが判明。未知のバイオテクノロジーの産物であるこの物質が毒素として作用し、スカリーの免疫系統を破壊してしまったのだ。生前遺書により延命処置の中止、すなわち尊厳死を望んでいたスカリー。母と妹はその意志を尊重しようとし、なんとしても昏睡の原因を究明してスカリーの命を助けたいと願うモルダーとは意見がすれ違う。一方、モルダーはスカリーの病室から血液サンプルを盗み出した男性を追跡するが、己の保身を図るミスターXがモルダーの前に立ちはだかる。生死の境を彷徨うスカリーは、亡き父の声を聴く――。 |    |                                            |                              |                                                                            |                |                       |                           |
| 33 | 9  | "地底" Firewalker"                         | デヴィッド・ナッター         | ハワード・ゴードン                                                         | 1994年11月18日 | 2X09                  | 8.6                       |
| カスケード山脈の活火山研究所から遭難信号が発信され、連絡が途絶えた。火口探査ロボット「ファイアーウォーカー」のカメラ映像には、火口内に倒れた研究グループの一員と、何らかの動く影が映り込んでいた。ヘリで研究所に向かったモルダーとスカリーは、研究グループの生存者3人と出会う。グループのリーダーであるトレプコス博士が火口内で何かを発見し、それ以来正気を失って調査資料を破棄し通信施設やファイアーウォーカーも破壊したというのだが……。 |    |                                            |                              |                                                                            |                |                       |                           |
| 34 | 10 | "レッド・ミュージアム" Red Museum"         | ウィン・フェルプス           | クリス・カーター                                                           | 1994年12月9日  | 2X10                  | 9.9                       |
| ウィスコンシン州の精肉業が盛んな町で少年少女が行方不明になり、翌日「HE IS ONE（彼が証人だ）」という文字が背中に書かれた状態で現れる事件が起こる。町には「赤の記念館」という、肉食を忌避する新興宗教の集団生活施設があり、保安官は彼らを疑う。しかし事件は「三角フラスコ」で登場した抗体を用いた人体実験が絡んでいると分かり、証拠隠滅のためディープ・スロートを殺した男性が動き出す。 |    |                                            |                              |                                                                            |                |                       |                           |
| 35 | 11 | "不老" Excelsis Dei"                       | スティーヴン・サージック     | ポール・ブラウン                                                           | 1994年12月16日 | 2X11                  | 8.5                       |
| マサチューセッツ州の老人介護施設「神の家」で、介護士が姿の見えない者にレイプされる事件が起こる。施設では両手をベッドにくくりつける身体拘束や、食事介助の際に無理矢理に食べ物を口に押し込むなど、多くの介護士による入居者への虐待が日常化していた。レイプ事件の捜査に入ったモルダーとスカリーは、施設に入居して以来アルツハイマー病から奇跡的な回復を遂げた老人たちに話を聞くが、入居者のひとりが急激な痙攣発作を起こして死亡。彼の血液からは、施設の医師が投薬していない物質が検出された。それは、心優しい東洋人の介護士が独自に精製して老人たちに飲ませていた薬――シャーマンが先祖の霊と語らうときに飲むという霊薬だった。                                                                          |    |                                            |                              |                                                                            |                |                       |                           |
| 36 | 12 | "オーブリー" Aubrey"                       | ロブ・ボウマン               | サラ・B・カーノ                                                            | 1995年1月6日   | 2X12                  | 9.7                       |
| ミズーリ州オーブリー。50年前、プロファイリングという概念がない時代から同様の捜査手法を独自に実施していた伝説的なFBI捜査官サム・チェイニーの白骨死体が、何もない野原から発見された。発見したのは、不倫の末に妊娠したばかりの刑事。突然脳裏にひらめいたイメージに従ってその場所を掘り返したのだ。オーブリーでは数日前、かつてサムが担当していた猟奇事件と同じ手口の殺人事件が発生していた。モルダーとスカリーは50年前の事件の実行犯コクリーを尋ねるが、70歳代で重度の呼吸器疾患を持つ現在の彼に殺人を実行する能力はない。犯人の見当がつかないまま、また新たな犠牲者が出てしまう。 |    |                                            |                              |                                                                            |                |                       |                           |
| 37 | 13 | "フェチシズム" Irresistible"               | デヴィッド・ナッター         | クリス・カーター                                                           | 1995年1月13日  | 2X13                  | 8.8                       |
| ミネソタ州ミネアポリス付近で、埋葬されたばかりの若い女の遺体が次々に冒涜されるという事件が発生した。犯人は葬儀屋の従業員をクビになった死体フェティシストの男性、ファスター。遺体の頭髪や爪を収集する彼の病的な欲望はエスカレートし、遺体を調達するための殺人を繰り返すようになり、ついにスカリーに狙いを定めて接近し始める。モルダーに輪をかけたようなオカルトマニアの地元刑事が登場し、その推理に呆れたモルダーが現実的な推理を展開する珍しいパターンの話。 |    |                                            |                              |                                                                            |                |                       |                           |
| 38 | 14 | "呪文" Die Hand Die Verletzt"              | キム・マナーズ               | グレン・モーガン & ジェームズ・ウォン                                      | 1995年1月27日  | 2X14                  | 10.2                      |
| 黒魔術信仰の噂が飛び交うニューハンプシャー州の田舎町。森の外れで男子高校生が目と心臓を抉り出されて死んだ。彼が通っていた高校には秘密の悪魔崇拝を続けてきた教師と父兄の一団がいたが、今回の事件には誰も心当たりがなく、グループ内でも疑心暗鬼が拡がる。事件後に学校へ赴任してきた代理教師パドックが担当する生物の授業中、グループのひとりの娘が解剖用メスで手首を切って死亡。悪魔崇拝を続けてきたことを後悔する父親は、グループの内実をモルダーに告白する。しかし、その彼もあずかり知らぬところでうごめく者がいた。 |    |                                            |                              |                                                                            |                |                       |                           |
| 39 | 15 | "新鮮な死体" Fresh Bones"                  | ロブ・ボウマン               | ハワード・ゴードン                                                         | 1995年2月3日   | 2X15                  | 10.8                      |
| ハイチ人難民キャンプで任務中の軍人が車を運転中、木に激突して死亡。軍は自殺と発表するが、妻はブードゥー教の呪いだと主張。検死を行おうとしてスカリーが見たものは軍人の死体ではなく犬のものだった。数日後、死んだはずの軍人が呆然と歩いているところを発見された。検査の結果、彼の血液から微量のフグ毒テトロドトキシンが検出され、モルダーはブードゥー教の儀式により一種の仮死状態にされていたと推測する。 |    |                                            |                              |                                                                            |                |                       |                           |
| 40 | 16 | "入植 Part.1" Colony"                      | ニック・マーク               | 原案: デイヴィッド・ドゥカヴニー & クリス・カーター 脚本: クリス・カーター | 1995年2月10日  | 2X16                  | 9.8                       |
| 全く同じ顔と背格好をした妊娠中絶の専門医が勤務する病院が放火され、医師が行方不明となる事件が3件続けて発生した。捜査を開始するモルダーにCIA局員が接触し、彼らはロシアのクローン人間だと告げる。捜査を続けるモルダーだが、父ビルに「緊急の用件」と呼び出され実家に戻ることに。そこには幼少の頃誘拐された妹サマンサの姿があった。一方、スカリーは殺された医師たちと同じ顔をした4人の男性を保護する。しかしバウンティーハンターは、変身能力を巧みに利用して、留置場に保護されていた医師たちをも暗殺。彼の魔手はついにスカリーにまで伸びようとしていた。 |    |                                            |                              |                                                                            |                |                       |                           |
| 41 | 17 | "入植 Part.2" End Game"                    | ロブ・ボウマン               | フランク・スポトニッツ                                                     | 1995年2月17日  | 2X17                  | 10.7                      |
| スカリーがバウンティーハンターに誘拐された。彼はスカリーと引き換えにサマンサの身柄を要求する。FBIは二人を助けるために奮闘するが、サマンサの命は失われ、バウンティーハンターの確保にも失敗。冷たい川から引き上げられたサマンサの遺体は、スカリーの目の前で急激に腐食し、緑色の液体となって溶け落ちていった。サマンサの置き手紙からある研究施設を訪れたモルダーは、サマンサのクローンと名乗る女たちに出会うが、その施設もバウンティーハンターに襲撃・破壊されてしまう。一縷の望みをかけてミスターＸに接触したモルダーは、秘密を暴くために氷に閉ざされた北極海へと独り赴く――。 |    |                                            |                              |                                                                            |                |                       |                           |
| 42 | 18 | "恐怖の均整" Fearful Symmetry"             | ジェームズ・ホイットモア・Jr | スティーヴ・デ・ジャーナット                                               | 1995年2月24日  | 2X18                  | 9.6                       |
| アイダホ州フェアフィールドで、深夜に道路工事の作業員が死亡する事件が起こる。作業員の肋骨は、何か巨大なものに押し潰されたかのようになっていた。翌朝、フェアフィールド動物園で飼育されている「ガネシャ」という雌の象が、70kmほども離れた路上で発見されすぐに衰弱死した。作業員は透明な象に踏みつぶされたのか？ 様々な可能性を検討する中で、スカリーはガネシャの検死解剖を行い、ガネシャがつい最近まで妊娠していたことを突き止める。だが子宮内に胎児はいなかった。今まで全く施設内での繁殖例がなかったこの動物園でいったい何が起こっているのか。その鍵を握っていたのは、1000語もの手話のボキャブラリーを持つ雌のローランドゴリラ「ソフィー」だった。 ジェイン・アトキンソンが獣医役で出演。            |    |                                            |                              |                                                                            |                |                       |                           |
| 43 | 19 | "歪み" Dod Kalm"                           | ロブ・ボウマン               | 原案: ハワード・ゴードン 脚本: ハワード・ゴードン & アレックス・ガンサ     | 1995年3月10日  | 2X19                  | 10.2                      |
| ノルウェー沖で米軍の駆逐艦が遭難。42時間後、付近を漂流していた救命ボートが発見されたが、乗っていたのは瀕死の老人18名だった。指紋照合により、そのうちの1名が28歳の海兵隊員と判明するが、外見は90歳の老人のように全身皺で覆われていた。現地へ飛んだモルダーとスカリーは駆逐艦に乗り込み調査を開始するが、艦は何十年も放置されていたかのように錆び果てていた。戻る手段を失い艦に取り残されてしまった二人にも急速な老化の兆候が現れる。「フィラデルフィア計画の再来か？」等と推理が錯綜し、老化現象により体力も低下していく中、スカリーは医師としての知識と分析能力を総動員して原因の解明を試みる。 |    |                                            |                              |                                                                            |                |                       |                           |
| 44 | 20 | "サーカス" "Humbug"                        | キム・マナーズ               | ダリン・モーガン                                                           | 1995年3月31日  | 2X20                  | 9.8                       |
| 髭女、小人症患者、結合双生児、ゲテモノ食い……いわゆる「見世物小屋」と呼ばれるようなサーカスに出演する芸人の集まる土地で、奇怪な殺人事件が起こった。事件が起きた町にはサーカスを引退した元団員たちが数多く住んでおり、被害者もまたその一人の魚鱗癬患者だった。現場の状況から、体の関節を外す「脱出芸」の達人が容疑者となるが、動機の点で可能性は低かった。猿の死骸と魚の胴体をくっつけた「フィージー人魚」という見世物の記憶が残るこの町で、また同じ手口による殺人事件が起こる。はたして犯人は「フィージー人魚」なのか？ |    |                                            |                              |                                                                            |                |                       |                           |
| 45 | 21 | "カルサリ" "The Calusari"                  | マイケル・ヴェジャー         | サラ・B・カーノ                                                            | 1995年4月14日  | 2X21                  | 7.9                       |
| 遊園地で2歳の男の子がミニ機関車にひかれて死亡した。事故の直前に撮られた写真には、彼が無邪気に風船を追いかける様子が映っていたが、空高く舞い上がるはずのそのヘリウム風船は、まるで彼を線路上へおびき寄せるように水平に移動していた。男の子はずっと体調不良で何度も医者にかかっていたことから、スカリーは男の子の母親が代理ミュンヒハウゼン症候群を患って男の子を虐待していたのではないかと疑う。しかし長男の目の前で、父親とルーマニア人の祖母が相次いで死亡。ルーマニアの伝統的信仰を受け継ぐ祈祷師「カルサリ」が、長男にとりついた悪魔と戦う。 |    |                                            |                              |                                                                            |                |                       |                           |
| 46 | 22 | "幼虫" "F. Emasculata"                     | ロブ・ボウマン               | クリス・カーター & ハワード・ゴードン                                      | 1995年4月28日  | 2X22                  | 8.5                       |
| バージニア州の刑務所で終身刑の受刑者2名が脱獄する事件が発生し、モルダーとスカリーが捜査に向かう。ところが刑務所内で二人が見たのは、全身を防護服で固めた複数の人間が、独房棟の囚人を防疫カプセルに入れて運ぶ光景。刑務所は既に軍の管理下に置かれており、CDCの医師と名乗る男性も、刑務所は完全に隔離されたと告げる。スカリーは刑務所に残って事態の解明を図り、モルダーは地元の保安官と協力して脱獄犯を追跡する。やがて、刑務所では感染から36時間以内に100%死亡する深刻な伝染病が発生していたことが判明し、大きな陰謀が浮かび上がってくる。 |    |                                            |                              |                                                                            |                |                       |                           |
| 47 | 23 | "影踏み" "Soft Light"                      | ジェームズ・コントナー       | ヴィンス・ギリガン                                                         | 1995年5月5日   | 2X23                  | 8.1                       |
| ホテルの宿泊客が失踪し、現場には人間の燃えカスと同じ成分の灰が残されていた。最近1ヶ月の間に同様の事件が2件発生しており、全く手がかりがつかめなかったことから、FBIアカデミーでスカリーの生徒だった新人刑事がスカリーに応援を依頼。やがて捜査上に、暗黒物質の実験中に自分の影が一種のブラックホールと化してしまった一人の物理学者の存在が浮かび上がる。ストーリーの鍵となる博士はトニー・シャルーブが扮し、苦悩と恐怖におびえる人物像を演じている。影がストーリーの核となるため、撮影監督出身者が演出を担当している。 |    |                                            |                              |                                                                            |                |                       |                           |
| 48 | 24 | "カニバル" "Our Town"                      | ロブ・ボウマン               | フランク・スポトニッツ                                                     | 1995年5月12日  | 2X24                  | 9.0                       |
| カニバリズムをテーマにした作品。国内有数の鶏肉加工会社「チャコ・チキン」の本拠地、アーカンソー州ダドリー。会社の工場を調査中だった農務省の食品検査官が行方不明になった。さらに、モルダーたちが工場で聞き込み調査をしている最中に従業員が突如錯乱、人質をとった挙げ句に射殺されると言う異様な事件が発生する。司法解剖の結果、彼女がBSE（狂牛病）にも似たCJDという病気にかかっていたことが判明する。そして工場の排水が流れ込む用水路の底からは、検査官のものを含む大量の人骨が引き上げられた。 |    |                                            |                              |                                                                            |                |                       |                           |
| 49 | 25 | "アナサジ" Anasazi"                        | R・W・グッドウィン           | 原案: デイヴィッド・ドゥカヴニー & クリス・カーター 脚本: クリス・カーター | 1995年5月19日  | 2X25                  | 9.6                       |
| オープニングのスローガンは「éí 'aaníígÓÓ 'áhoot'é」。これはナバホ語で「真実はそこにある」という意味。ニューメキシコ州でナバホ族の少年エリックが異星人の死体を発見。ワシントンでは体調不良のモルダーがロズウェル事件の真相を記したMJ-12のデータ、通称「MJファイル」を入手していた。モルダーは当初それを偽物と考えていたが、ナバホ語で書かれた暗号文書だと判明。モルダーを陥れるための陰謀が進行し、モルダーに忠告を与えた父ビルはクライチェックに殺され、モルダーに罪が擦り付けられる。スカリーの機転により、モルダーは怪我を負いつつも策謀を逃れ、ナバホ族居留地で採石場に埋められていた貨車から大量の異星人の死体を発見する。                                                                      |    |                                            |                              |                                                                            |                |                       |                           |

## 第3シーズン（1995年 - 96年）
| No. | #  | タイトル                               | 監督                       | 脚本                                                                           | 放送日         | プロダクション コード | 合衆国視聴者数 （百万） |
| --- | -- | -------------------------------------- | -------------------------- | ------------------------------------------------------------------------------ | -------------- | --------------------- | ----------------------- |
| 50 | 1  | "祈り" The Blessing Way"               | R・W・グッドウィン         | クリス・カーター                                                               | 1995年9月22日  | 3X01                  | 19.94                   |
| 第2シーズン最終話「アナサジ」からの連続エピソード。証拠隠滅とモルダー殺害のため、異星人の死体ごと貨車を爆破するCSマン。モルダーは死んだと思われていたが、死線をさまよいながらも生きのび、ナバホ族の「救済の儀式」をうけ復活する。CSマンは「MJファイル」を記録したテープを手に入れるためにクライチェックにスカリー暗殺を命じる。ところがクライチェックが撃ったのはスカリーの姉・メリッサだった。スカリーは自分の首の後ろに埋め込まれた金属片を見つけ摘出するが、これが後のストーリーで重要な行為となる。 |    |                                        |                            |                                                                                |                |                       |                         |
| 51 | 2  | "ペーパークリップ" Paper Clip"         | ロブ・ボウマン             | クリス・カーター                                                               | 1995年9月29日  | 3X02                  | 17.20                   |
| 「祈り」からの連続エピソード。父がなぜ殺されたのか、妹の身に何が起こったのかを探るモルダー。とある写真に若き日の父と一緒に映っていたのは、ユダヤ人虐殺と人体実験に関わったナチスの戦犯科学者、クレンパー博士。彼は、第二次大戦後にアメリカが行った「ペーパークリップ作戦」によって亡命してきた人間だった。彼から助言を得て、二人は廃墟となった坑道から大量の医療カルテを発見する。同時にスカリーは異星人らしき人影を、モルダーは浮上していくUFOを目撃した。そしてスキナーは「MJファイル」のテープと引き換えに、モルダーとスカリーの身の安全をCSマンに要求する。 |    |                                        |                            |                                                                                |                |                       |                         |
| 52 | 3  | "D.P.O." "D.P.O."                      | キム・マナーズ             | ハワード・ゴードン                                                             | 1995年10月6日  | 3X03                  | 15.57                   |
| オクラホマ州のゲームセンターの駐車場で、男性が雷に撃たれて死んだ。この町では最近、落雷事故が連続しており、今回が5件目。しかしその最初の一人、ダレン・ピーター・オズワルドだけは生きていた。事件現場のゲームセンターのバーチャファイター2には、ハイスコアネームとして「D.P.O.」、オズワルドのイニシャルが残されていた。モルダーたちは彼の職場である自動車整備工場へ赴くが、事情を訊いている最中に突然、モルダーの胸元で携帯電話が高熱を持ち破損してしまう。 オズワルド役でジョヴァンニ・リビシ、その友人役でジャック・ブラックが出演している。 |    |                                        |                            |                                                                                |                |                       |                         |
| 53 | 4  | "休息" "Clyde Bruckman's Final Repose" | デヴィッド・ナッター       | ダリン・モーガン                                                               | 1995年10月13日 | 3X04                  | 15.38                   |
| 占い師の連続猟奇殺人事件が発生した。現場には目玉と内臓の一部だけが残されており、犯人の手がかりは一切つかめていない。そんな中、「アパートのゴミ箱に目玉をくりぬかれた女の死体がある」と通報が入った。第一発見者である保険外交員の男性ブラックマンは、人の死ぬ未来のビジョンが見えると告白した。「未来は決まっている、私が協力しても人が死ぬのは変わらない」と言って一旦は捜査への協力を拒んだブラックマンだが、モルダーたちの説得に応じ、共に犯人の手がかりを探ることになる。だがブラックマンには、モルダーが不意を突かれてナイフで喉を切り裂かれるビジョンが見えていた……。 ブラックマン役で出演したピーター・ボイルは、これにより1996年のエミー賞を受賞している。 |    |                                        |                            |                                                                                |                |                       |                         |
| 54 | 5  | "名簿" "The List"                      | クリス・カーター           | クリス・カーター                                                               | 1995年10月20日 | 3X05                  | 16.72                   |
| フロリダ州の刑務所で、カリスマ的魅力を持った一人の黒人死刑囚が処刑された。その数日後、その男性の独房で看守が変死。わずか一夜で大量のウジが発生し、腐乱死体となった。死刑囚が生き返ったという噂が流れる中、彼が死刑の間際に「必ず蘇って5人の命を奪う」という言葉を残していた事が判明。復讐される残りの3人の名前を知っていると言う囚人が現れ、減刑を条件に名簿の引き渡しを申し出た。 |    |                                        |                            |                                                                                |                |                       |                         |
| 55 | 6  | "胃液" "2Shy"                          | デヴィッド・ナッター       | ジェフリー・フレミング                                                         | 1995年11月3日  | 3X06                  | 14.83                   |
| 埠頭に放置されていた車から女の変死体が発見された。全身はゼリー状の物質で覆われており皮膚は完全に溶解していた。スカリーが検死を行うことになるが、保管庫の中で遺体の溶解はさらに進み、筋肉も内臓もほとんど液化、骨まで浸食され脆くなっていた。検死の結果、体脂肪が極度に消失して体重が生前に比べ20kgも減少していると判明。ゼリー状の物質からは胃液の2倍という高濃度の塩酸とペプシンなどの消化酵素が検出された。被害者が出会い系チャットフォーラムを利用していたことを手がかりに、モルダーたちは捜査を展開する。 |    |                                        |                            |                                                                                |                |                       |                         |
| 56 | 7  | "歩兵" "The Walk"                      | ロブ・ボウマン             | ジョン・シャイバン                                                             | 1995年11月10日 | 3X07                  | 15.91                   |
| 自分が何者かに狙われていると信じてしまい、自殺未遂を繰り返すスタンズ中佐。彼の妻子は自宅の火災で死亡していた。「奴が妻と子供たちを殺した、奴が死なせてくれない、生きて苦しみを味わわせる気だ」という中佐に、スカリーは典型的な戦争後遺症という見立てをする。彼が入院した陸軍基地内の病院では、戦傷により後遺症を負った元兵士たちのリハビリプログラムが行われていたが、リハビリをかたくなに拒否し歪んだ嘲笑をぶつける四肢欠損の元兵士がいた。やがて基地の最高責任者である将軍の部下が、次いで幼い息子が不審な死を遂げる。 |    |                                        |                            |                                                                                |                |                       |                         |
| 57 | 8  | "土牢" "Oubliette"                     | キム・マナーズ             | チャールズ・グラント・クレイグ                                                 | 1995年11月17日 | 3X08                  | 15.90                   |
| ワシントン州シアトル。ファストフード店員のルーシーが、仕事中に突然多量の鼻血を出して倒れた。意識を取り戻すまでの間、彼女は「誰にも邪魔させない……」といううわごとを呟き続けていた。全く同時刻、30kmも離れた街の反対側でエイミーという少女が自宅から誘拐され行方不明になる。ルーシーの衣服に付着した血液を分析した結果、ルーシー自身のものとエイミーのものとが混じっていることが判明。スカリーはそれを、ルーシーがエイミーの誘拐に関与している証拠ではないかと疑う。一方モルダーは、かつてルーシーも誘拐され5年もの間地下室に監禁されていた過去を持つことから、ある別の可能性を推測する。 |    |                                        |                            |                                                                                |                |                       |                         |
| 58 | 9  | "二世" Nisei"                          | デヴィッド・ナッター       | クリス・カーター & ハワード・ゴードン & フランク・スポトニッツ                 | 1995年11月24日 | 3X09                  | 16.36                   |
| モルダーに異星人の解剖ビデオを売った男性が殺された。モルダーは現場で日本の外交官を逮捕する。その男性の持っていた書類から、スカリーは異星人に誘拐された経験がある女たちと知り合う。一方、モルダーは同様に衛星写真に写っていた船の調査をするが捜査に行き詰る。マディソン上院議員からの情報を得て、モルダーは日本人医師タケオ・イシマルが「実験体」を連れ込んだ列車に潜入する。スカリーはイシマルの顔に確かな見覚えがあった。以前どこかで彼に会ったことがある、と。 アメリカでの初放映時、ある男性が恋人にプロポーズをするため、本エピソードの中に「結婚をしてくれ」という旨のテロップを流した。このカップルはお互いに『X-ファイル』のファンであり、男性は何か突飛なプロポーズがないものかと考え、このテロップでのプロポーズを番組製作側に依頼したところ、製作側は承諾した。テロップが流れてすぐ男性の恋人はOKの返事を出し、男性がそれを製作側に伝えたところ、劇中最後の(列車が去っていく）シーンで「SHE SAY YES（彼女はプロポーズを受け入れた）」というテロップが流れた。 |    |                                        |                            |                                                                                |                |                       |                         |
| 59 | 10 | "731" 731"                             | ロブ・ボウマン             | フランク・スポトニッツ                                                         | 1995年12月1日  | 3X10                  | 17.68                   |
| 「二世」からの連続エピソード。オープニングのスローガンは「APOLOGY IS POLICY（謝罪は真実を抹殺する）」。アメリカ政府の列車に潜入したモルダーは、連結されている秘密車両の責任者である日本人医師シロウ・ザマを捜すが一足遅く、ザマことイシマルは車内で暗殺され、モルダーは彼を暗殺したNSAのエージェントと一緒に、証拠隠滅のための時限爆弾が仕掛けられた隔離車両へ閉じ込められてしまう。一方、スカリーは自身の首に埋め込まれていたチップを調べ、それを製作した日本企業を突き止める。それは存在していない企業であり、宅配便記録から割り出したウェストバージニア州のハンセン病隔離収容所跡地で、スカリーはイシマルたち旧日本軍731部隊の生き残りによる忌まわしい実験の犠牲者を発見する。 |    |                                        |                            |                                                                                |                |                       |                         |
| 60 | 11 | "黙示" "Revelations"                   | デヴィッド・ナッター       | キム・ニュートン                                                               | 1995年12月15日 | 3X11                  | 15.25                   |
| 掌から血を流す「聖痕」のイカサマを使って説教を行っていた神父が惨殺された。聖痕を持つという人間を狙った連続殺人事件が3年前から続いており、今回が11件目。さらなる凶行を防ぐため捜査に入ったモルダーたちに、両掌に突然丸い傷が現れた少年ケビンの情報が入る。虐待が疑われるため児童施設に保護されたケビンだが、自宅の庭師であるオーエンに誘拐されてしまう。オーエンは「ケビンに危険が迫っている。彼を守れと神に命じられた」と主張。モルダーたちを振り切って逃亡するが、ケビンを襲った謎の男性に絞殺されてしまう。オーエンの遺体は死後14時間経っても死後硬直を起こさず、体温も失われないままだった。 |    |                                        |                            |                                                                                |                |                       |                         |
| 61 | 12 | "害虫" "War of the Coprophages"        | キム・マナーズ             | ダリン・モーガン                                                               | 1996年1月5日   | 3X12                  | 16.32                   |
| マサチューセッツ州ミラーズグローブ。研究者の多いこの街で、害虫駆除業者が仕事中に急死した。彼の遺体は多数のゴキブリに覆われていた。たまたまこの事件に遭遇したモルダーが捜査を始める。現場にはゴキブリの脱皮した抜け殻らしきものがあり、それは金属でできていると判明。その後も研究者や高校生などが同様にして次々と死亡するが、電話で報告を受けたスカリーは、アナフィラキシーショックやドラッグの影響、脳動脈瘤破裂など、既知の知識でそれぞれの死因は説明できると指摘する。地元の保安官から情報を得て農務省の実験施設に潜入したモルダーは、昆虫研究の専門家ベレンバウム博士（通称バンビ）、惑星探査のために昆虫型ロボットを研究するイヴァノフ博士と出会い、事態の究明を試みる。 |    |                                        |                            |                                                                                |                |                       |                         |
| 62 | 13 | "星" "Syzygy"                          | ロブ・ボウマン             | クリス・カーター                                                               | 1996年1月26日  | 3X13                  | 16.04                   |
| 未来を嘱望された男子高校生のブームが、首吊り死体となって発見される。その葬儀の真っ最中、モルダーとスカリーも見ている前で棺が突然炎上した。遺体を発見した同じ高校のチアリーダー、テリーとマージは「悪魔教の信者に襲われた」と証言。2人の言葉は一字一句に至るまで不自然なほど一致していた。さらに高校内でバスケット部の高校生が可動式観客席に巻き込まれて事故死。街全体が流言パニックによって不穏な空気に包まれ、モルダーとスカリーもなぜか普段の冷静さを失って喧嘩別れしてしまう。ブームの遺体に山羊の頭のように見える傷がついているのを見つけたモルダーは、街の占星術師を尋ね、84年に一度の悪い星回りがこの土地に影響を与えていることと、1979年の同日に生まれたテリーとマージが最も強い影響を受けていることを知る。 原題の「syzygy」とは、占星術用語で「地球と太陽と月が直列になる状態」を意味する。 |    |                                        |                            |                                                                                |                |                       |                         |
| 63 | 14 | "グロテスク" "Grotesque"               | キム・マナーズ             | ハワード・ゴードン                                                             | 1996年2月2日   | 3X14                  | 18.32                   |
| 3年の間に7件の連続猟奇殺人を犯した男性が逮捕された。若く健康な男性ばかりを狙い、両目を突き刺し口を頬まで左右に切り裂くという残忍な手口。容疑者モストウは暗い自室でガーゴイルをモチーフとした塑像やスケッチを大量に制作していた。彼は一貫して「やったのは俺じゃない、悪霊に取り憑かれていた」と主張する。そして、モストウが逮捕されているにも関わらず、全く同じ手口の殺人事件が発生。時を同じくして、モルダーはモストウの自宅に一晩泊まり込む、凶器として保管されていたカッターナイフを手に握るなど、常軌を逸した行動を取り始める。ずっとこの事件を追ってきたモルダーのかつての上司・パターソン捜査官は、モストウの主張を一蹴するが……。 テレビ朝日版では神戸連続児童殺傷事件の影響で第3シーズンの最終回として放送。タイトルも「怪物」に変更になった。 |    |                                        |                            |                                                                                |                |                       |                         |
| 64 | 15 | "海底" Piper Maru"                     | ロブ・ボウマン             | フランク・スポトニッツ & クリス・カーター                                      | 1996年2月9日   | 3X15                  | 16.44                   |
| 太平洋上、北緯42度東経171度。フランスのサルベージ船「パイパー・マル」の乗員多数が外部からの高度放射線被曝を受ける事件が起こった。しかし船自体に残留放射能はなく、また乗員の中でひとりの潜水士だけが全くの無傷だった。モルダーはこの船員の自宅を訪ねるが、船員は全身黒い油にまみれて倒れており、彼の妻が行方不明となっていた。この船員は、潜水作業で引き上げようとした米軍の潜水艦に残っていた、軽油を媒体として人間に乗り移り行動する地球外生命体「ブラックオイル」に侵入されていたのだ。彼の妻に乗り移ったブラックオイルは香港へ向かう。一方、この事件の捜査を行っていたモルダーもいくつかの情報を得て香港へ向かい、そこで因縁の相手・クライチェックと遭遇する。 「パイパー・マル」という船名は、スカリー役のジリアン・アンダーソンがシーズン2の途中で出産した娘の名前、パイパー・マルから取られた。 |    |                                        |                            |                                                                                |                |                       |                         |
| 65 | 16 | "アポクリファ" Apocrypha"              | キム・マナーズ             | フランク・スポトニッツ & クリス・カーター                                      | 1996年2月16日  | 3X16                  | 16.71                   |
| 「海底」からの連続エピソード。クライチェックは香港で「ブラックオイル」に侵入され操られていた。モルダーと一緒に移動中のところを謎の男性たちが襲撃するが、ブラックオイルは襲撃を退け、負傷したモルダーを置いて逃亡。MJファイルのデータテープと引き換えに、CSマンからUFOのありかを聞き出す。一方、馴染みのカフェで突然撃たれて重傷を負ったスキナーは、犯人の男性に見覚えがあるとスカリーに語った。スカリーは地道な捜査で銃撃犯を追い、スカリーの姉・メリッサを射殺した犯人と同一人物であることを突き止める。 「アポクリファ」とは、新約聖書外典のこと。ギリシャ語で「隠されたもの」を意味し、初期キリスト教の正統教会に認められず、新約聖書（正典）に収録されなかった外典群を指す。 |    |                                        |                            |                                                                                |                |                       |                         |
| 66 | 17 | "プッシャー" "Pusher"                  | ロブ・ボウマン             | ヴィンス・ギリガン                                                             | 1996年2月23日  | 3X17                  | 16.20                   |
| 武士道を信奉する殺人鬼・モデール。彼は自らを「プッシャー（自分の意思を人に押しつける者）」と名乗っていた。彼を護送中のパトカーが突然トラックに突っ込み、運転していた警察官は最後の力を振り絞るようにモデールの手錠を外して逃がしてしまった。事故の数分前からモデールは警察官に意味不明な言葉を投げかけており、その暗示によって相手を操った可能性が考えられた。その後も大胆不敵な言動とともに、自分を追う警察官を暗示に陥れて惨殺していくモデール。ただ世間の注目を集めるためだけに殺人を続ける彼は、自分が通っていた病院にモルダーを呼び込んだ。 |    |                                        |                            |                                                                                |                |                       |                         |
| 67 | 18 | "骨董" "Teso Dos Bichos"               | キム・マナーズ             | ジョン・シャイバン                                                             | 1996年3月8日   | 3X18                  | 17.38                   |
| エクアドルの遺跡で、セコナ族の古代のシャーマンの遺骨が極めて良好な保存状態で発見される。巫女の墓を暴くなと主張する一部のスタッフを無視し、発掘責任者のルーズベルト博士は「歴史的な遺産を保護する」として遺骨をアメリカに輸送した。しかし、ルーズベルト博士は現地で大量の血痕だけを残して行方不明に。そしてアメリカでも、その発掘に関わった考古学者たちが同様にして次々と失踪していく。 |    |                                        |                            |                                                                                |                |                       |                         |
| 68 | 19 | "賭博" "Hell Money"                    | タッカー・ゲイツ           | ジェフリー・フレミング                                                         | 1996年3月29日  | 3X19                  | 14.86                   |
| 中国人男性が生きたまま葬儀場の火葬炉に閉じ込められ焼き殺される事件が起こる。現場には漢字の「鬼」の文字が残されていた。モルダーとスカリーはサンフランシスコの中華街を舞台に捜査を進める。事件の裏には、臓器を掛け金とした犯罪組織の暗躍があった。 グレン・チャオ刑事役でB・D・ウォンが出演した。 |    |                                        |                            |                                                                                |                |                       |                         |
| 69 | 20 | "執筆" "Jose Chung's From Outer Space" | ロブ・ボウマン             | ダリン・モーガン                                                               | 1996年4月12日  | 3X20                  | 16.08                   |
| 作家のホセ・チャンが登場、後に『ミレニアム』第31話「最期の審判」（Jose Chung's Doomsday Defense）に登場する。カップルがUFOにさらわれた事件を担当していたモルダー捜査官の元に、新境地を模索していた作家のホセがインタビューを申し込む。事件ではメン・イン・ブラックまで出てくる大騒ぎとなったが、後の調査で異星人が元軍人による変装だったことが判明する。実は米軍は、「恐怖の対象に攻撃を仕掛けない」という本能を利用して、宇宙人説を隠れ蓑に軍事演習をしていたという。モルダーがインタビューを断ったため、その代わりにスカリーが出向いた…という設定で進む回想形式のエピソード。 様々な有名作品のパロディやオマージュを詰め込んだ、コメディタッチのエピソードである。元ネタは「スター・ウォーズ」、「未知との遭遇」、「ツイン・ピークス」など。 |    |                                        |                            |                                                                                |                |                       |                         |
| 70 | 21 | "化身" "Avatar"                        | ジェームズ・チャールストン | 原案: デイヴィッド・ドゥカヴニー & ハワード・ゴードン 脚本: ハワード・ゴードン | 1996年4月26日  | 3X21                  | 14.62                   |
| スキナー副長官が主役となる初めてのエピソード。離婚の承諾書にサインする決断がどうしてもできず、独りバーで酒をあおるスキナー。そこで出会った美女と、その場の勢いで関係を持ってしまう。だが、ベッドの上から自分を見下ろす謎めいた老女の夢を見て飛び起きた彼の横で、女は首を素手でねじり折られて死んでいた。殺人事件の最重要参考人となってしまったスキナーの窮地を救うため、モルダーとスカリーは手がかりを求めて奔走する。遺体の唇には緑色の蛍光を放つ物質が付着していた。モルダーは「スクブス」と呼ばれる超自然の存在に注目する。 |    |                                        |                            |                                                                                |                |                       |                         |
| 71 | 22 | "ビッグ・ブルー" "Quagmire"            | キム・マナーズ             | キム・ニュートン                                                               | 1996年5月3日   | 3X22                  | 16.00                   |
| ジョージア州ヒューベルマンズ湖。ここには未確認古代生物「ビッグ・ブルー」の噂があり、それをネタにした観光産業も成立していた。その湖畔でボーイスカウトの少年と生物学者の男性が続けて行方不明となり、上半身を食いちぎられた少年の遺体が発見される。モルダーは安全のため地元の保安官に湖の封鎖を求めるが、人員が足りないと断られる。その後も犠牲者が続発し、スカリーの愛犬クィークェグまでもが彼女の目前で行方不明に。二人は真夜中の湖へ船を出し、襲撃者の正体を突き止めようとする。 |    |                                        |                            |                                                                                |                |                       |                         |
| 72 | 23 | "電波" "Wetwired"                      | ロブ・ボウマン             | マット・ベック                                                                 | 1996年5月10日  | 3X23                  | 14.48                   |
| メリーランド州で、善良な人間が突如として周囲の人間を殺す事件が続発する。犯人に精神病の既往歴はないが、例えば妻と隣人4人を殺して収監された男性の供述は「同じ人間を5回殺した」など、いずれも全く要領を得ないものだった。犯人たちの共通点は、ケーブルテレビをよく見ており多数の録画テープを持っていたこと。モルダーは2ヶ所の現場で全く同じ人物が電柱の分波器に工事をしていたのを目撃し、分波器から謎の装置を発見する。一方スカリーは、真夜中の車内でモルダーがCSマンと談笑し、重要な証拠となるはずのビデオテープを渡してしまう場面を目撃。スカリーの心中には、モルダーが敵と内通しているのではないかという強い疑念が広がっていく。 |    |                                        |                            |                                                                                |                |                       |                         |
| 73 | 24 | "タリサ・クミ" Talitha Cumi"           | R・W・グッドウィン         | 原案: デイヴィッド・ドゥカヴニー & クリス・カーター 脚本: クリス・カーター     | 1996年5月17日  | 3X24                  | 17.86                   |
| バーガーショップで発砲事件が発生。重傷者が出るが、その場に居合わせたスミスという男性が手をかざすと傷は癒えてしまった。翌日、出勤したスミスはCSマンによって投獄されてしまうが、脱獄しスカリーに保護を求める。一方、モルダーの母はCSマンと口論した後、くも膜下出血で倒れてしまう。 原題の"Talitha Cumi"とは、イエス・キリストが少女を死から蘇らせる際に使った古代アラム語。「少女よ、さあ起きなさい」の意。 |    |                                        |                            |                                                                                |                |                       |                         |

## 第4シーズン（1996年 - 97年）
| No. | #  | タイトル                                   | 監督                       | 脚本                                                                                | 放送日         | プロダクション コード | 合衆国視聴者数 （百万） |
| --- | -- | ------------------------------------------ | -------------------------- | ----------------------------------------------------------------------------------- | -------------- | --------------------- | ----------------------- |
| 74 | 1  | "支配者" Herrenvolk"                       | R・W・グッドウィン         | クリス・カーター                                                                    | 1996年10月4日  | 4X01                  | 21.11                   |
| オープニングのスローガンは「Everything Dies（すべては滅びる）」。スミスと共にカナダの農場を訪れたモルダーが見たものは、そこで働くサマンサのクローン達だった。スカリーはスミスのコンピューターに残されていたデータから、種痘により国民が管理されているのではないかと推測する。 |    |                                            |                            |                                                                                     |                |                       |                         |
| 75 | 2  | "ホーム" Home"                             | キム・マナーズ             | グレン・モーガン & ジェームズ・ウォン                                               | 1996年10月11日 | 4X03                  | 18.85                   |
| ペンシルベニアの小さな田舎町で発見された生後間もない幼児の死体が発見された。しかしその体は、所々に遺伝的な奇形が見られていた。調査に訪れたモルダーとスカリーは地元の保安官の協力のもと捜査を行う中、町の外れにある世間とは隔絶して自給自足の生活をしているある一家を発見する。彼らは遥か昔から近親婚を繰り返してきており、自分の血筋を絶やさない為に奇形のない子孫を生もうとしていたのであった。そして自分達の身を守る為、彼らは凶行へと走る。                                                           |    |                                            |                            |                                                                                     |                |                       |                         |
| 76 | 3  | "メラニン" "Teliko"                        | ジェームズ・チャールストン | ハワード・ゴードン                                                                  | 1996年10月18日 | 4X04                  | 18.01                   |
| オープニングのスローガンは「Deceive Inveigle Obfuscate（欺瞞・歪曲・陰謀）」。黒人男性が色素を奪われ殺された。ブルキナファソの大使はアフリカの化け物「テリコ」の仕業だとモルダーに伝える。 |    |                                            |                            |                                                                                     |                |                       |                         |
| 77 | 4  | "アンルーヘ" "Unruhe"                      | ロブ・ボウマン             | ヴィンス・ギリガン                                                                  | 1996年10月27日 | 4X02                  | 19.10                   |
| 女たちの頭の中に「叫び魔」がいると思い込む男性が、誘拐・監禁して脳をいじり廃人にしていく。 |    |                                            |                            |                                                                                     |                |                       |                         |
| 78 | 5  | "追憶" "The Field Where I Died"            | ロブ・ボウマン             | グレン・モーガン & ジェームズ・ウォン                                               | 1996年11月3日  | 4X05                  | 19.85                   |
| ウォーレン役でマイケル・マッシーが出演している。 |    |                                            |                            |                                                                                     |                |                       |                         |
| 79 | 6  | "整形" "Sanguinarium"                      | キム・マナーズ             | ヴァレリー・メイヒュー & ヴィヴィアン・メイヒュー                                   | 1996年11月10日 | 4X06                  | 18.85                   |
| 大病院の整形外科で、医師たちの暴走で次々と患者が死亡していく。医師たちは同じ薬を服用しており、それは黒魔術の儀式に使われる薬だった。 |    |                                            |                            |                                                                                     |                |                       |                         |
| 80 | 7  | "紫煙" Musings of a Cigarette Smoking Man" | ジェームズ・ウォン         | グレン・モーガン                                                                    | 1996年11月17日 | 4X07                  | 17.09                   |
| CSマンの過去がわずかながら明らかになる。若き日のスモーキングマンをジェフリー・スペンダー（スモーキングマンの息子）役のクリス・オーウェンが演じている。 |    |                                            |                            |                                                                                     |                |                       |                         |
| 81 | 8  | "ツングースカ Part.1" Tunguska"            | キム・マナーズ             | フランク・スポトニッツ & クリス・カーター                                           | 1996年11月24日 | 4X09                  | 18.85                   |
| テログループの一員として働いていたクライチェックを逮捕したモルダーとスカリー。彼の情報でロシアから持ち込まれた鉱物を手に入れるが、その鉱物を巡って殺人事件がおきる。スカリーは研究所に鉱物の分析を依頼するが、分析を担当した科学者が鉱物の中から出てきたブラックオイルに感染し意識不明になる。モルダーは鉱物の正体を知るためにロシアのツングースカへ飛ぶが、秘密実験場で捕まり、ワクチン開発実験の実験体としてブラックオイルに感染させられてしまう。                                                     |    |                                            |                            |                                                                                     |                |                       |                         |
| 82 | 9  | "ツングースカ Part.2" Terma"               | ロブ・ボウマン             | フランク・スポトニッツ & クリス・カーター                                           | 1996年12月1日  | 4X10                  | 17.34                   |
| オープニングのスローガンは「E pur si muove」。これはイタリア語で、ガリレオが言ったとされる有名な台詞「それでもそれ（地球）は動く」。 |    |                                            |                            |                                                                                     |                |                       |                         |
| 83 | 10 | "ペーパー・ハート" "Paper Hearts"          | ロブ・ボウマン             | ヴィンス・ギリガン                                                                  | 1996年12月15日 | 4X08                  | 16.59                   |
| バージニア州の公園で、白骨化した少女の死体が発見された。衣服の左胸の部分がハート型に切り抜かれていることから、現在服役中のジョン・リー・ローチがその犯人としてあげられた。13人の少女を次々に誘拐して殺害、戦利品として被害者の衣服をハート型に切り取って集めていた殺人鬼である。数日後、彼が犯行当時に使用していた車の屋根の内側から16枚のハートの布きれを発見され、追求したところ、そのうち1枚は モルダー捜査官の妹、サマンサのものであるという返事があった。ローシュ役でトム・ヌーナンが出演している。 |    |                                            |                            |                                                                                     |                |                       |                         |
| 84 | 11 | "カビ" "El Mundo Gira"                     | タッカー・ゲイツ           | ジョン・シャイバン                                                                  | 1997年1月12日  | 4X11                  | 22.37                   |
| カリフォルニア州で季節労働者の女の変死体が発見された。住民たちはチュパカブラが現れたと恐れる。 |    |                                            |                            |                                                                                     |                |                       |                         |
| 85 | 12 | "腫瘍" "Leonard Betts"                     | キム・マナーズ             | ヴィンス・ギリガン & ジョン・シャイバン & フランク・スポトニッツ                    | 1997年1月26日  | 4X14                  | 29.15                   |
| 全身が癌細胞でできた男性が他者の癌細胞を取り込んでいく。そしてその魔手はスカリーにもおよぶ。ポール・マクレーンがレナード・ベッツを演じる。 |    |                                            |                            |                                                                                     |                |                       |                         |
| 86 | 13 | "タトゥー" "Never Again"                   | ロブ・ボウマン             | グレン・モーガン & ジェームズ・ウォン                                               | 1997年2月2日   | 4X13                  | 21.36                   |
| 男性の腕に彫られた女の顔のタトゥー、そのタトゥーが男性を殺人鬼に変える。タトゥーの声は本作のファンでもあるジョディ・フォスターが担当。エドワード・ジャーズ役はロドニー・ローランドである。 |    |                                            |                            |                                                                                     |                |                       |                         |
| 87 | 14 | "メメント・モリ" Memento Mori"             | ロブ・ボウマン             | クリス・カーター & ヴィンス・ギリガン & ジョン・シャイバン & フランク・スポトニッツ | 1997年2月9日   | 4X15                  | 19.10                   |
| 「Memento Mori」とはラテン語で「汝は死を覚悟せよ」の意。スカリーが癌に侵された。かつて出会ったUFOサークルのメンバーも癌に侵されていたことを思い出したスカリーは、再びメンバーと接触する。 |    |                                            |                            |                                                                                     |                |                       |                         |
| 88 | 15 | "魂のない肉体" "Kaddish"                   | キム・マナーズ             | ハワード・ゴードン                                                                  | 1997年2月16日  | 4X12                  | 16.56                   |
| 強盗殺人犯の少年たちが次々と殺害されていく。犯人は彼らの殺した男性の姿をしており、その正体はユダヤ教に伝わる秘術で作られた土人形＝ゴーレムだった。 |    |                                            |                            |                                                                                     |                |                       |                         |
| 89 | 16 | "P.O.W" "Unrequited"                       | マイケル・ラング           | 原案: ハワード・ゴードン 脚本: ハワード・ゴードン & クリス・カーター                | 1997年2月23日  | 4X16                  | 16.56                   |
| P.O.WはPrisoner of war=捕虜の意味。ベトナム戦争で捕虜になったティーガーは他人の視覚に盲点のように映りにくいという能力を持つ。捕虜になった自分たちがいることを知りながら見殺しにした軍の将校たちを襲っていく。 |    |                                            |                            |                                                                                     |                |                       |                         |
| 90 | 17 | "MAX Part.1" Tempus Fugit"                 | ロブ・ボウマン             | クリス・カーター & フランク・スポトニッツ                                           | 1997年3月16日  | 4X17                  | 18.85                   |
| 「堕ちた天使」で登場した青年マックスが再登場。機密を持って飛行機に乗り込んだ彼のもとにUFOが出現し、彼は飛行機事故に巻き込まれてしまう。モルダーたちは事故の真相を追う。 |    |                                            |                            |                                                                                     |                |                       |                         |
| 91 | 18 | "MAX Part.2" Max"                          | キム・マナーズ             | クリス・カーター & フランク・スポトニッツ                                           | 1997年3月23日  | 4X18                  | 18.34                   |
| スカリーに好意を寄せるペンドレル捜査官が凶弾に倒れる。モルダーはマックスと同じようにUFOの動力パーツと思われる物を手にし、飛行機に搭乗する。しかし殺し屋も同じ便に乗り込み・・・ |    |                                            |                            |                                                                                     |                |                       |                         |
| 92 | 19 | "凍結" "Synchrony"                         | ジェームズ・チャールストン | ハワード・ゴードン & デヴィッド・グリーンウォルト                                   | 1997年4月13日  | 4X19                  | 18.09                   |
| マサチューセッツ工科大学に通うジェイソンは、自分の名を呼び、友人がバスに引かれるのを止めろという見ず知らずの老人に出会う。老人は警備員に連れて行かれるが、友人は言葉通りバスに引かれてしまう。翌日警備員は凍結した状態で発見される。不思議なことに、警備員の車の中でジェイソンの指紋が検出された。 |    |                                            |                            |                                                                                     |                |                       |                         |
| 93 | 20 | "スモール・ポテト" "Small Potatoes"        | クリフ・ボール             | ヴィンス・ギリガン                                                                  | 1997年4月20日  | 4X20                  | 20.86                   |
| ウェストバージニア州のある町で、『スター・ウォーズ』ファンの女が尻尾のある赤ん坊を産んだ。それは尾肢と呼ばれるものだったが、その町では他に4人も尻尾をもつ赤ん坊が生まれていた。 |    |                                            |                            |                                                                                     |                |                       |                         |
| 94 | 21 | "ゼロ・サム" Zero Sum"                     | キム・マナーズ             | ハワード・ゴードン & フランク・スポトニッツ                                         | 1997年4月27日  | 4X21                  | 18.60                   |
| アンダーソンが別のテレビドラマ収録の為、スカリーは登場しない。スカリーを癌から救うべく、CSマンと取引をしたスキナーは、彼の命令により、変死事件の証拠隠滅を図る。そこで撲滅したはずの天然痘ウイルスを運ぶ蜂を発見する。同シーズン「支配者」の後日談であり、それと同時に映画版をつなぐようなエピソードにもなっている。 |    |                                            |                            |                                                                                     |                |                       |                         |
| 95 | 22 | "哀歌" "Elegy"                             | ジェームズ・チャールストン | ジョン・シャイバン                                                                  | 1997年5月4日   | 4X22                  | 17.10                   |
| ボウリング場の店主がある女を目撃するが、それは目撃したのと同じ時間に別の場所で殺された女だった。やがて店主は持病の心臓発作で亡くなってしまう。モルダーは死に近い人が、幽霊を見るのではないかと推測する。スカリーも、別の殺された女の姿を目撃していた。 |    |                                            |                            |                                                                                     |                |                       |                         |
| 96 | 23 | "フラッシュバック" "Demons"                | キム・マナーズ             | R・W・グッドウィン                                                                  | 1997年5月11日  | 4X23                  | 19.10                   |
| モルダーはある朝起きるとロードアイランド州のモーテルのベッドで血だらけのシャツを着ていた。スカリーを呼び出し、自分の身に何が起こったのかを調べていく。モルダーの頭の中には過去のサマンサやスモーキングマンのイメージがフラッシュバックし、彼はこの記憶を取り戻そうとするが。 |    |                                            |                            |                                                                                     |                |                       |                         |
| 97 | 24 | "ゲッセマネ" Gethsemane"                   | R・W・グッドウィン         | クリス・カーター                                                                    | 1997年5月18日  | 4X24                  | 19.85                   |
| オープニングのスローガンは「Believe the Lie（偽りを信じよ）」。セイントイライアス山地で氷漬けになった異星人が発見された。モルダーらは多大な犠牲を払いながらも異星人の遺体を手に入れる。だが、国防総省スタッフのグリッチュガウはそれは偽物で、これまでモルダーが手に入れた異星人の情報も全て嘘だと告げる。ゲッセマネとは、キリストが十字架に磔にされる前、神に最後の祈りをささげた場所である。 |    |                                            |                            |                                                                                     |                |                       |                         |

## 第5シーズン（1997年 - 98年）
| No. | #  | タイトル                                       | 監督                   | 脚本                                                                                        | 放送日         | プロダクション コード | 合衆国視聴者数 （百万） |
| --- | -- | ---------------------------------------------- | ---------------------- | ------------------------------------------------------------------------------------------- | -------------- | --------------------- | ----------------------- |
| 98 | 1  | "帰還 Part.1" Redux"                           | R・W・グッドウィン     | クリス・カーター                                                                            | 1997年11月2日  | 5X02                  | 27.34                   |
| 第4シーズン最終話「ゲッセマネ」からの連続エピソード。自殺を偽装したモルダーはスカリーの癌の治療法を探るべく国防総省に侵入する。それを目撃したクリッチュガウは息子の治療薬を入手するためにモルダーを極秘の施設へと導く。国防総省からペンタゴンの巨大な倉庫にはいったモルダーはそこでスカリーの治療薬らしきものを発見する。                                                                                               |    |                                                |                        |                                                                                             |                |                       |                         |
| 99 | 2  | "帰還 Part.2" Redux II"                        | キム・マナーズ         | クリス・カーター                                                                            | 1997年11月9日  | 5X03                  | 24.84                   |
| CSマンはモルダーをシンジゲートに引き込むためにスカリーの治療法を教え、サマンサに引き合わせる。CSマンの行動に不信感をつのらせるシンジケートメンバーは部下にCSマンの暗殺を命じた。 |    |                                                |                        |                                                                                             |                |                       |                         |
| 100 | 3  | "アンユージュアルサスペクツ" Unusual Suspects" | キム・マナーズ         | ヴィンス・ギリガン                                                                          | 1997年11月16日 | 5X01                  | 21.72                   |
| ローン・ガンメン結成と彼らがモルダーと最初に出会うエピソード。 |    |                                                |                        |                                                                                             |                |                       |                         |
| 101 | 4  | "迂回" Detour"                                 | ブレット・ダウラー     | フランク・スポトニッツ                                                                      | 1997年11月23日 | 5X04                  | 22.88                   |
| フロリダ州北部の広大な森林地帯で、二人の測量士が作業中に何者かに襲われ行方不明になる。そして後日、狩猟で森に来ていた父子が同様に襲われ、父親が行方不明に。FBIの研修へ向かう道中、偶然現場の近くを通りかかったモルダーは事の顛末を聞き興味を憶える。独断でスカリーを連れて地元警察と捜査を始める中、深夜、子供が再び何者かに襲われるという事件が発生する。探索の為森に入るものの、次々にメンバーが何者かに襲われていく。 |    |                                                |                        |                                                                                             |                |                       |                         |
| 102 | 5  | "プロメテウス" "The Post-Modern Prometheus"    | クリス・カーター       | クリス・カーター                                                                            | 1997年11月30日 | 5X06                  | 18.68                   |
| 全編モノクロ処理された、人造人間をめぐるエピソード。元ネタは『フランケンシュタイン』。ムタト役は、スペンダー捜査官役のクリス・オーウェンズである。作中クローズアップされるシェールの唄う曲は「Walking in Memphis」（アルバム「IT'S A MAN'S WORLD」に収録）である。ラスト付近に登場するのはソックリさん。 |    |                                                |                        |                                                                                             |                |                       |                         |
| 103 | 6  | "クリスマス・キャロル" Christmas Carol"        | ピーター・マークル     | ヴィンス・ギリガン & ジョン・シャイバン & フランク・スポトニッツ                            | 1997年12月7日  | 5X05                  | 20.91                   |
| スカリーに奇妙な電話がかかってきた。亡き姉の声で「彼女はあなたを必要としている」と告げる。発信元のシム家には幼い頃の姉そっくりな養女エミリーがいた。姉の子ではないかと疑うスカリーはその子のDNA鑑定を行う。 |    |                                                |                        |                                                                                             |                |                       |                         |
| 104 | 7  | "エミリー" Emily"                              | キム・マナーズ         | ヴィンス・ギリガン & ジョン・シャイバン & フランク・スポトニッツ                            | 1997年12月14日 | 5X07                  | 20.94                   |
| NA鑑定の結果はエミリーはスカリーの子供だと判明した。スカリーはエミリーの養父母の不信な死亡事件をはじめ、何者かにエミリーが狙われている事、不治の病に侵されていることを知り、彼女の出生には重大な機密が隠されていると確信する。 |    |                                                |                        |                                                                                             |                |                       |                         |
| 105 | 8  | "狐狩り" "Kitsunegari"                         | ダニエル・サックハイム | ヴィンス・ギリガン & ティム・マイナー                                                       | 1998年1月4日   | 5X08                  | 19.75                   |
| 第66話でモルダーに逮捕された殺人鬼プッシャーが脱獄した。彼の裁判にかかわった判事が殺され日本語で「狐狩り」とメッセージが残されていた。モルダーは再びプッシャーを追う（狐とは、モルダーのファーストネーム・フォックスを指している。つまり、モルダーを殺すという予告を意味する）。 |    |                                                |                        |                                                                                             |                |                       |                         |
| 106 | 9  | "分裂" "Schizogeny"                            | ラルフ・ヘメッカー     | ジェシカスコット & マイク・ウォレーガー                                                     | 1998年1月11日  | 5X09                  | 21.37                   |
| ミシガン州の果樹園で農夫が地中に引きずり込まれるという不審な死を遂げた。警察は農夫の息子ボビーに疑いの目を向けるが、モルダーは違うと推理する。がしかしボビーは学校のクラスメイトに「お前も殺すぞ」と脅してしまう。 |    |                                                |                        |                                                                                             |                |                       |                         |
| 107 | 10 | "ドール" "Chinga"                              | キム・マナーズ         | スティーヴン・キング & クリス・カーター                                                     | 1998年2月8日   | 5X10                  | 21.33                   |
| ニューイングランド地方の片田舎。とある町のスーパーで突然、客全員が顔を掻き毟り、従業員がナイフを自分の顔に突き刺して自殺するという怪事件が起きる。休暇中に訪れ、偶然事件に遭遇したスカリーは、地元警察と協力して捜査を開始する。地元で魔女と噂される女とその娘の周囲で、不気味な殺人事件が次々と発生する。 |    |                                                |                        |                                                                                             |                |                       |                         |
| 108 | 11 | "キル スウィッチ" "Kill Switch"                | ロブ・ボウマン         | ウィリアム・ギブソン & トム・マドックス                                                     | 1998年2月15日  | 5X11                  | 18.04                   |
| 高名なインターネットプログラマーが銃撃戦に巻き込まれ死亡した。それは彼らが組んだプログラムの反乱だった。 |    |                                                |                        |                                                                                             |                |                       |                         |
| 109 | 12 | "吸血" "Bad Blood"                             | クリフ・ボール         | ヴィンス・ギリガン                                                                          | 1998年2月22日  | 5X12                  | 19.25                   |
| 人や牛が全身の血を抜かれて死亡する事件が発生。モルダーは吸血鬼の仕業と睨み捜査を行うが、最終的に捜査ミスを問われることとなる。モルダーとスカリーは各々の視点で事件を振り返る。 |    |                                                |                        |                                                                                             |                |                       |                         |
| 110 | 13 | "ペイシェントX" "Patient X"                    | キム・マナーズ         | クリス・カーター & フランク・スポトニッツ                                                   | 1998年3月1日   | 5X13                  | 20.21                   |
| かつてスカリーが異星人に誘拐されたスカイランド・マウンテンで大量の焼死体が発見された。ロシアでも同様の事件が起こっており、シンジケートも対応に苦慮していた。異星人に否定的になっていたモルダーはUFOによる誘拐経験者カサンドラに引き合わされる。しかしある夜、カサンドラやスカリーら誘拐経験者は引き寄せられるようにダムに集う。                                                                                         |    |                                                |                        |                                                                                             |                |                       |                         |
| 111 | 14 | "赤と黒" "The Red and the Black"               | クリス・カーター       | クリス・カーター & フランク・スポトニッツ                                                   | 1998年3月8日   | 5X14                  | 19.98                   |
| オープニングのスローガンは「Resist or Serve（抵抗か服従か）」。赤は劇中に登場する便箋、黒はブラック・オイルをそれぞれ意味する。 |    |                                                |                        |                                                                                             |                |                       |                         |
| 112 | 15 | "旅人" "Travelers"                             | ウィリアム・グラハム   | ジョン・シャイバン & フランク・スポトニッツ                                                 | 1998年3月29日  | 5X15                  | 15.06                   |
| X-ファイル課創設前の1990年、モルダーは元捜査官のデールズに話を聞きに行く。モルダーの名を叫び死んだ男性のことと、彼のそばにあった内臓を抜かれた死体に興味を持ったからだ。デールズは赤狩りの時代に行われていた政府の異種移植実験と、国務省時代のモルダーの父について話す。モルダーがX-ファイルの存在を知るエピソード。 |    |                                                |                        |                                                                                             |                |                       |                         |
| 113 | 16 | "マインド・アイ" "Mind’s Eye"                  | キム・マナーズ         | ティム・マイナー                                                                            | 1998年4月19日  | 5X16                  | 16.53                   |
| 麻薬密売人の殺害現場にいた盲目の女が逮捕された。盲目ゆえに犯行の立証は難しいと思われたが、彼女は犯人しか知らない情報を供述し、起訴されることに。だがモルダーは納得せず、捜査を続行する。 |    |                                                |                        |                                                                                             |                |                       |                         |
| 114 | 17 | "万霊節" "All Souls"                           | アレン・コールター     | 原案: ビリー・ブラウン & ダン・エンジェル 脚本: フランク・スポトニッツ & ジョン・シャイバン | 1998年4月26日  | 5X17                  | 13.44                   |
| 智天使の4人の娘の魂を悪魔が狙う。 |    |                                                |                        |                                                                                             |                |                       |                         |
| 115 | 18 | "アンダーカバー" "The Pine Bluff Variant"      | ロブ・ボウマン         | ジョン・シャイバン                                                                          | 1998年5月3日   | 5X18                  | 18.24                   |
| テロリストグループが危険な生物兵器を手に入れた。テロ集団に潜入捜査するモルダーに危機が迫る。 |    |                                                |                        |                                                                                             |                |                       |                         |
| 116 | 19 | "幻妖" "Folie a Deux"                          | キム・マナーズ         | ヴィンス・ギリガン                                                                          | 1998年5月10日  | 5X19                  | 17.63                   |
| 平凡な営業マンが社員を人質に会社に立てこもった。彼は社長が化け物で社員をゾンビに変えていると言う。彼は突入した特殊部隊に射殺され、事件も精神異常者の幻覚ということで落着すると思われたが、実はモルダーにも彼の言う化け物が見えていたのだった。 |    |                                                |                        |                                                                                             |                |                       |                         |
| 117 | 20 | "ジ・エンド" "The End"                         | R・W・グッドウィン     | クリス・カーター                                                                            | 1998年5月17日  | 5X20                  | 18.76                   |
| オープニングのスローガンは「The End」。スナイパー役をマーティン・フェレロが演じている。 |    |                                                |                        |                                                                                             |                |                       |                         |

## 『X-ファイル ザ・ムービー』（1998年）
| タイトル | 監督           | 脚本             | 原案                                      | 米国公開日    | 米国DVD発売日 |
| --- | -------------- | ---------------- | ----------------------------------------- | ------------- | ------------- |
| "X-ファイル ザ・ムービー" "The X-Files" | ロブ・ボウマン | クリス・カーター | クリス・カーター & フランク・スポトニッツ | 1998年6月19日 | 2001年1月23日 |
| 第5シーズンと第6シーズンをつなぐエピソードである。紀元前3万5千年、テキサス州北部。石器時代の初期新人とエイリアンが闘い、彼らはエイリアンのブラックオイル（黒いオイル状の異星生命体（ウイルス））に侵される。やがて時は移り現代、同じ場所で一人の少年が地下に落ちてしまう。そこで地下に眠っていたブラックオイルが湧き出てきて、少年の体内に入っていく。その後、救急隊が現場に到着し、少年の救出を行うが、この救急隊までもがブラックキャンサーに侵されることになる。そして現れた謎のヘリとタンクローリーの集団。彼らはブラックオイルに感染した少年と消防隊員をヘリに乗せて去って行った。数日後、テキサス州ダラス。X-ファイル課が閉鎖され、テロリストの爆弾捜査に回されていたモルダーとスカリー。テロリストが予告した隣のビルの屋上をうろつき、「アストロドームに爆弾を仕掛けてくれれば、今日はビールがタダだったのに。」と冗談を飛ばすモルダーに捜査に対するモチベーションの低さをなじるスカリーであったが、モルダーはこのビルの1階自販機室で偶然爆弾を発見。しかし、爆弾の処理にあたったミッショー捜査官は意図的に爆弾処理をせず、ビルは爆破する。犠牲者は、爆発物処理担当のミッショー捜査官以外に消防隊員3名と少年1名だった。責任を問われ、内部査問委員会にかけられるモルダーとスカリー。スキナーも成す術がなく、2人は異動は必至である。その夜、D.Cのダウンタウンにあるバーでヤケ酒を煽るモルダーの前に、モルダーの父ビル・モルダーの友人と名乗るカーツウェルという産婦人科医が現れる。彼曰く、ミッショー捜査官に爆発物を解除する気はなく、他の犠牲者はすでに何らかのウイルスに感染しており、爆発前から死んでいたというのだ。真相を確かめるべく、スカリーと共にメリーランド州の死体安置所に向かう。そこで犠牲者の遺体を調べてみると、やはり新種のウイルスに犯されていた。モルダーとスカリーは事件の真相を突き止めるべく、再びテキサスに向かった。 |                |                  |                                           |               |               |

## 第6シーズン（1998年 - 99年）
| No. | #  | タイトル                                                      | 監督                       | 脚本                                                                       | 放送日         | プロダクション コード | 合衆国視聴者数 （百万） |
| --- | -- | ------------------------------------------------------------- | -------------------------- | -------------------------------------------------------------------------- | -------------- | --------------------- | ----------------------- |
| 118 | 1  | "ビギニング" "The Beginning"                                  | キム・マナーズ             | クリス・カーター                                                           | 1998年11月8日  | 6ABX01                | 20.34                   |
| 映画『X-ファイル ザ・ムービー』から続く。X-ファイル課は再開されることになったものの、担当は彼らはではなく、なんとジェフリー・スペンダーとモルダーの元同僚で恋人同士だったダイアナ・ファウリーであった。別部署に飛ばされたモルダー達の上司にはカーシュ副長官が当てられ、超常現象に懐疑的なカーシュはX-ファイルからは手を引くように圧力をかける。一方、同時期にブラックオイルに感染したある作業員が自宅にて体内で異星人が誕生したことで内側から抉り出されるようにして殺され、その後様子を見に来た同僚も異星人に惨殺されるという事件が発生。予想外の事態に必死に内密に事を運ぼうとするシンジゲート。そしてモルダーは独自にこの事件を知り調査を開始する。その頃、シンジゲートによって異星人捜査の為にある少年が利用されようとしていた。彼こそ人の心が読めるという超能力を持った少年ギブソン・プレイズであった。 |    |                                                               |                            |                                                                            |                |                       |                         |
| 119 | 2  | "迷走" "Drive"                                                | ロブ・ボウマン             | ヴィンス・ギリガン                                                         | 1998年11月15日 | 6ABX02                | 18.5                    |
| ネバダ州で暴走車から救出された人質の女が救出直後に死亡した。スカリーは感染症を疑い調査を開始。一方、モルダーは警官を振り切った暴走犯の人質にされてしまった。 |    |                                                               |                            |                                                                            |                |                       |                         |
| 120 | 3  | "トライアングル" "Triangle"                                   | クリス・カーター           | クリス・カーター                                                           | 1998年11月22日 | 6ABX03                | 18.2                    |
| オープニングのスローガンは「Die Wahrheit ist irgendwo da drausen」。これは通常のスローガン「The Truth is Out There」（真実はそこにある）をドイツ語にしたもの。バミューダ・トライアングルで漂流していたモルダーは、ある船に救助された。その船は60年前に同海域で突然消息を絶った豪華客船クイーン・アン号だった。彼はタイムトラベルしていたのであった。その頃、現在の時間の中でモルダーが行方不明になった事を知ったスカリーはローン・ガンマンと共にFBI内を駆け回って糸口を探そうとする。最初スキナーに助けを求めるが断られ、カーシュのオフィスに行くとCSマンと会っている所に出くわしてしまう。さらにX-FILE課に行きスペンダーにも助けを求めるがカーシュとCSマンに密告され裏切られる。スペンダーが居なくなった後、ダイアナにかかってきた電話をスカリーが出て応対するが、その内容はスカリーの行動を告げるもので、ダイアナがシンジケートの一員であることを示唆するような内容だった。最終的にスキナーが協力し、スカリーが嬉しさのあまりスキナーにキスする。このエピソードでは監督であるクリス・カーターが一つのフィルム約10分程度のものを連続撮影して4つ繋げて1つの話にするという試みがなされた。そのため、映像の中ではシーンが途切れることなく連続して放送されているカメラ・ワークを見ることができる。 |    |                                                               |                            |                                                                            |                |                       |                         |
| 121 | 4  | "ドリームランド Part.1" "Dreamland"                           | キム・マナーズ             | ヴィンス・ギリガン & ジョン・シャイバン & フランク・スポトニッツ           | 1998年11月29日 | 6ABX04                | 17.48                   |
| エリア51の職員から匿名の情報提供があり現地へ向かうモルダーとスカリー。入り口で職員のモリスから尋問を受けていると頭上をUFOらしき物体が通り過ぎた。次の瞬間、モルダーとモリスの魂が入れ替わってしまった。 |    |                                                               |                            |                                                                            |                |                       |                         |
| 122 | 5  | "ドリームランド Part.2" "Dreamland II"                        | マイケル・ワトキンス       | ヴィンス・ギリガン & ジョン・シャイバン & フランク・スポトニッツ           | 1998年12月6日  | 6ABX05                | 17.01                   |
| 元に戻る方法を模索するスカリー。陰謀に携わる者の悲哀を知るモルダー。一方のモリスはモルダーとして新たな人生を楽しく生きようとしていた。 |    |                                                               |                            |                                                                            |                |                       |                         |
| 123 | 6  | "クリスマス・イブの過ごし方" "How the Ghosts Stole Christmas" | クリス・カーター           | クリス・カーター                                                           | 1998年12月13日 | 6ABX08                | 17.31                   |
| クリスマス・イブの夜、心霊スポットとして有名な屋敷で、老夫婦の幽霊がモルダーとスカリーを手玉に取り、様々なイタズラをしかけていく。 |    |                                                               |                            |                                                                            |                |                       |                         |
| 124 | 7  | "愛児" "Terms of Endearment"                                  | ロブ・ボウマン             | デヴィッド・アマン                                                         | 1999年1月3日   | 6ABX06                | 18.69                   |
| 出産を間近に控えたある妊婦が、夜中に悪魔のような謎の化け物に襲われて無理やり子供を奪われてしまう。夢かと思われたが実際カーペットには大量の血が付着し、現実に起こった事件であると判明する。新婦の兄がX-ファイル課に提出した捜査依頼書を入手したモルダーは本来の業務をスカリーに押しつけて勝手に現地に行って捜査を開始する。この捜査依頼書はスペンダーが受け取ったそばからシュレッダーにかけたものをモルダーがゴミ箱を漁って紙に貼り付けて復元した。 |    |                                                               |                            |                                                                            |                |                       |                         |
| 125 | 8  | "レイン・キング" "The Rain King"                              | キム・マナーズ             | ジェフリー・ベル                                                           | 1999年1月10日  | 6ABX07                | 21.24                   |
| 雨乞い師の行くところ必ず雨が降る。という力を利用して詐欺をやっている、通称レイン・キングと呼ばれる男性がいるので、そいつを捕まえてほしいという依頼を受けたモルダーとスカリー。疑いながらも、彼らの目の前でなんと本当に雨乞い師のところ一帯に雨が降る、という状況に出くわす。ところがそれは雨乞い師の力ではなかった。 |    |                                                               |                            |                                                                            |                |                       |                         |
| 126 | 9  | "S.R.819" "S.R. 819"                                          | ダニエル・サックハイム     | ジョン・シャイバン                                                         | 1999年1月17日  | 6ABX10                | 15.65                   |
| ジムで倒れ、病院で目覚めたスキナーに一本の電話が入る。それは、「お前にはあと24時間の命しかない」と機械音声で伝える死の宣告であった。スカリーはスキナーの症状から毒を盛られたと推測、彼の血液から未知の物質の増殖を発見する、その正体は新技術で開発されたナノマシン。スキナーはクライチェックによってナノマシンを体内に注入されていた。この話の冒頭ではモルダーが天井に向かって鉛筆を投げ刺している。 |    |                                                               |                            |                                                                            |                |                       |                         |
| 127 | 10 | "ティトノス" "Tithonus"                                       | マイケル・ワトキンス       | ヴィンス・ギリガン                                                         | 1999年1月24日  | 6ABX09                | 15.83                   |
| 相変わらず身元調査の仕事をさせられるモルダーとスカリー。淡々と仕事をこなすスカリーに対して、机に足を投げ出して電話するなどやる気のないモルダー。モルダーは「上手くいけばトイレ掃除の仕事を回してもらえる」などと冗談を飛ばしているとスカリーがカーシュから呼び出される。FBIニューヨーク支局の捜査官は犯罪現場写真家の老人フェリッグが、人の絶命の瞬間をカメラに収め続けていて、彼が殺人を犯しているのではないかと疑い、スカリーに捜査への協力を依頼する。スカリーはニューヨークへ向かい調査を始めるが、モルダーはX-FILEがらみと疑い事件を勝手に嗅ぎ回る（カーシュに届いたメールを入手するなど）。その後の調査により、フェリッグが名を変えてアメリカ各地を転々としていた事、そして百年以上も前から指名手配になっていた事が判明する。 |    |                                                               |                            |                                                                            |                |                       |                         |
| 128 | 11 | "ファイト・ザ・フューチャー Part.1" "Two Fathers"             | キム・マナーズ             | クリス・カーター & フランク・スポトニッツ                                  | 1999年2月7日   | 6ABX11                | 18.81                   |
| これまでの陰謀を巡る戦いにひとつの決着をつける話。このパート1は、C.S.マンのある人物への一連の流れの回想を聞かせるという形で描かれる。「ペイシェントX」でUFOに連れていかれたカサンドラが発見される。しかしながら彼女はすでに宇宙人と人間のハイブリッドの第1号として生まれ変わってしまっていた。 |    |                                                               |                            |                                                                            |                |                       |                         |
| 129 | 12 | "ファイト・ザ・フューチャー Part.2" "One Son"                 | ロブ・ボウマン             | クリス・カーター & フランク・スポトニッツ                                  | 1999年2月14日  | 6ABX12                | 16.57                   |
| シンジゲートが誕生するきっかけとなった、ロズウェル事件以来彼らが裏で行ってきた「異星人入植計画」の全貌が明かされる。ハイブリッドであるカサンドラが誕生してしまったことで、事態は急変し入植計画を急ぐシンジケート。そしてその先には思いもよらない結末が待っていた。 |    |                                                               |                            |                                                                            |                |                       |                         |
| 130 | 13 | "アグア・マラ" "Agua Mala"                                    | ロブ・ボウマン             | デヴィッド・アマン                                                         | 1999年2月21日  | 6ABX14                | 16.91                   |
| 第5シーズンに登場したX-ファイルの創始者である、アーサー・デールズの依頼を受けて、フロリダ州に向かったモルダーとスカリー。そこはハリケーンに襲われている真っ只中であった。デールズによれば、このハリケーンの最中に知り合いの海洋学者が得体の知れないものに襲われて消息を絶った、というものであった。捜査を進めながら、二人はとあるコンドミニアムに避難するが、そこにはまだ何人か住人たちが残っていた。そんな状況下で彼らは深海生物と思われる何ものかに襲われる。 |    |                                                               |                            |                                                                            |                |                       |                         |
| 131 | 14 | "月曜の朝" "Monday"                                           | キム・マナーズ             | ヴィンス・ギリガン & ジョン・シャイバン                                    | 1999年2月28日  | 6ABX15                | 16.74                   |
| モルダーのデジャ・ヴ。一人の女が繰り返される月曜日から抜け出そうと試む。 |    |                                                               |                            |                                                                            |                |                       |                         |
| 132 | 15 | "スイート・ホーム" "Arcadia"                                  | マイケル・ワトキンス       | ダニエル・アーキン                                                         | 1999年3月7日   | 6ABX13                | 17.91                   |
| 新興住宅地アルカディア・フォールスで奇怪な失踪事件が起こる。モルダーとスカリーは潜入捜査の為、主を失い現在は空き家となった家に夫婦として入居する。アルカディアの住人たちは好意的であるものの、そこの規則は異常なほどに細かく厳しいものであった。その規律の中心には「住民組合会長」なる者が居る。 |    |                                                               |                            |                                                                            |                |                       |                         |
| 133 | 16 | "絶滅種" "Alpha"                                              | ピーター・マークル         | ジェフリー・ベル                                                           | 1999年3月28日  | 6ABX16                | 17.67                   |
| 中国からカリフォルニア州に運ばれてきた絶滅したはずの犬。それは人間以上の知能を持ち、自らを捕らえた人間たちに復讐を開始する。「I WANT TO BELIEVE」のポスターが復活。 |    |                                                               |                            |                                                                            |                |                       |                         |
| 134 | 17 | "電界" "Trevor"                                               | ロブ・ボウマン             | ジム・ガットリッジ & ケン・ハウリュー                                      | 1999年4月11日  | 6ABX17                | 17.65                   |
| ミシシッピ州の刑務所で屋外の独房に入れられていた囚人が、竜巻に巻き込まれ結果的に脱獄することとなった。かれは竜巻により多量の電磁波を浴び、物体をすり抜ける能力を身につけていた。 |    |                                                               |                            |                                                                            |                |                       |                         |
| 135 | 18 | "ミラグロ" "Milagro"                                          | キム・マナーズ             | 原案: ジョン・シャイバン & フランク・スポトニッツ 脚本: クリス・カーター   | 1999年4月18日  | 6ABX18                | 15.2                    |
| 傷痕を一切残さず心臓だけが摘出される、という世にも恐ろしい連続殺人事件が発生。フードを深く被った容疑者に襲われ、男の子が心臓をえぐり取られ殺害されたのだ。そんな中、何者かがモルダーのオフィスに封筒を滑り込ませていった。差出人不明の封筒には、炎に包まれた心臓を手に持ったレリーフの小さなペンダントが入っていた。やがて、捜査線上にモルダーの家の隣室に引っ越してきた若い作家、フィリップ・パジェットが浮上する。 |    |                                                               |                            |                                                                            |                |                       |                         |
| 136 | 19 | "アンナチュラル" "The Unnatural"                              | デイヴィッド・ドゥカヴニー | デイヴィッド・ドゥカヴニー                                                 | 1999年4月25日  | 6ABX20                | 16.88                   |
| オープニングのスローガンは「In the Big Inning」（ビッグ・イニング）。1974年、エックスリーという伝説的な選手が黒人野球チームに属していた。人種差別主義者から彼を守るため、警察官デールスが護衛を担当する。チームに同行したデールスはエックスリーの正体を見てしまう。 |    |                                                               |                            |                                                                            |                |                       |                         |
| 137 | 20 | "荒野の三人" "Three of a Kind"                                | ブライアン・スパイサー     | ヴィンス・ギリガン & ジョン・シャイバン                                    | 1999年5月2日   | 6ABX19                | 12.94                   |
| ラスベガスで開かれている秘密兵器会議を探っていたローン・ガンメン。かつてXに誘拐された科学者スザンヌ・モデスキーをカジノで見かけ、彼女を救うため、スカリーを巻き込んで活動を開始する。 |    |                                                               |                            |                                                                            |                |                       |                         |
| 138 | 21 | "トリップ" "Field Trip"                                       | キム・マナーズ             | 原案: フランク・スポトニッツ 脚本: ジョン・シャイバン & ヴィンス・ギリガン | 1999年5月9日   | 6ABX21                | 15.38                   |
| ハイキングに行ったカップルが、数日後、白骨死体となって発見された。モルダーは、発見現場が不思議な光が発見されているブラウン山であることから異星人に関わる事件だと睨む。現場へ向かうと、洞窟の中で死んだはずのカップルを発見。二人は強い光に誘導され、異性人に拉致されていたという。その後、再び強い光が洞窟の中に差し込み、モルダーはその中へ突き進む。 |    |                                                               |                            |                                                                            |                |                       |                         |
| 139 | 22 | "創世記" "Biogenesis"                                         | ロブ・ボウマン             | クリス・カーター & フランク・スポトニッツ                                  | 1999年5月16日  | 6ABX22                | 15.86                   |
| コートジボワールでナバホ語が書かれた遺物が発見されるが、それをアメリカに持ち込んだ大学教授が殺害される。モルダーはその捜査で遺物の写真を手にすると、激しい頭痛に襲われ、他人の心が読めるようになるのだった。 |    |                                                               |                            |                                                                            |                |                       |                         |

## 第7シーズン（1999年 - 2000年）
| No. | #  | タイトル                                                  | 監督                       | 脚本                                                             | 放送日         | プロダクション コード | 合衆国視聴者数 （百万） |
| --- | -- | --------------------------------------------------------- | -------------------------- | ---------------------------------------------------------------- | -------------- | --------------------- | ----------------------- |
| 140 | 1  | "第六の絶滅 Part.1" "The Sixth Extinction"                | キム・マナーズ             | クリス・カーター                                                 | 1999年11月7日  | 7ABX03                | 17.82                   |
| 脳に異常が起き、精神病院に入院したモルダーを助けるため、スカリーは単身コートジボワールの海岸に打ち上げられた宇宙船と思われるものを調査する。一方意識が朦朧としているモルダーが助けを求めたのは「ゲッセマネ」登場のクリッチュガウだった。 |    |                                                           |                            |                                                                  |                |                       |                         |
| 141 | 2  | "第六の絶滅 Part.2" "The Sixth Extinction II: Amor Fati"  | マイケル・ワトキンス       | デイヴィッド・ドゥカヴニー & クリス・カーター                    | 1999年11月14日 | 7ABX04                | 16.15                   |
| オープニングのスローガンは「Amor Fati」。ラテン語で「Love of fate（運命の恋）」の意味。 |    |                                                           |                            |                                                                  |                |                       |                         |
| 142 | 3  | "ハングリー" "Hungry"                                     | キム・マナーズ             | ヴィンス・ギリガン                                               | 1999年11月21日 | 7ABX01                | 16.17                   |
| 人間の脳を食うミュータントの葛藤を描く。ハンバーガー屋で、人間の脳が抉り出される世にも恐ろしい殺人事件が発生。一方、その犯人であるミュータントは自分の衝動と戦い続ける。 |    |                                                           |                            |                                                                  |                |                       |                         |
| 143 | 4  | "ミレニアム" "Millennium"                                 | トーマス・J・ライト        | ヴィンス・ギリガン & フランク・スポトニッツ                      | 1999年11月28日 | 7ABX05                | 15.09                   |
| 同じクリス・カーター製作総指揮のテレビドラマ『ミレニアム』(1996年 - 1998年)のクロスオーバーエピソード。FBIに協力する組織として『ミレニアム』から派遣された人物フランク・ブラック（同テレビドラマの主人公）が出演する。 |    |                                                           |                            |                                                                  |                |                       |                         |
| 144 | 5  | "ラッシュ" "Rush"                                         | ロバート・リーバーマン     | デヴィッド・アマン                                               | 1999年12月5日  | 7ABX06                | 12.71                   |
| 警官殺害の容疑をかけられた高校生。彼の身辺を調査しても手がかりはなし。重要な証拠も保管室から消えてしまう。保管室の防犯カメラの映像をチェックしていたモルダーは、目にとまらない速さで動く何かが保管室に入り込んだのを見つけた。 |    |                                                           |                            |                                                                  |                |                       |                         |
| 145 | 6  | "ゴールドバーグ" "The Goldberg Variation"                 | トーマス・J・ライト        | ジェフリー・ベル                                                 | 1999年12月12日 | 7ABX02                | 14.49                   |
| タイトルのゴールドバーグはアメリカの風刺画家の名前。ルーブ・ゴールドバーグ・マシンが劇中に登場し、それをモルダーが因果に例えている。一人の男性がマフィアとポーカーで勝負。大勝ちした男性に逆切れしたマフィアは男性をビルの屋上から投げ落とすが、男性は世にも奇妙な偶然が重なって助かってしまう。実はこの男性、かつて飛行機の『13番席』に座って墜落事故にあってから、一切の不幸を受け付けなくなってしまったのだ。しかし、この男性が幸福になればなるほど、同じアパートに住む少年の病は重くなっていく。ついに覚悟を決めた男性は、マフィアやモルダーたちの追跡を逃れながら少年を救う事を決意し行動を開始した。                                           |    |                                                           |                            |                                                                  |                |                       |                         |
| 146 | 7  | "オリソン" "Orison"                                       | ロブ・ボウマン             | チップ・ヨハンセン                                               | 2000年1月9日   | 7ABX07                | 15.63                   |
| 婦女連続殺人犯として終身刑を言い渡されたファスターが脱走した。脱獄状況に不審を抱いたモルダーは、刑務所に戒告に来ていたオリソン牧師に疑いをかける。 |    |                                                           |                            |                                                                  |                |                       |                         |
| 147 | 8  | "偉大なるマリーニ" "The Amazing Maleeni"                  | トーマス・J・ライト        | ヴィンス・ギリガン & ジョン・シャイバン & フランク・スポトニッツ | 2000年1月16日  | 7ABX08                | 16.18                   |
| 1人の売れないマジシャンが主人公。マリーニだなんて芸名を名乗ってみても、せっかく来た仕事で観客から茶々を入れられてしまうというお粗末な結果に終わってしまう。そんなマリーニ氏が、ある日ステージで一世一代の大マジックを見せると宣言。なんと、自分の首を360度グルリと廻して見せたのだ。お陰でステージは大盛況、大喜びしたスタッフがギャラを持ってくるが、何とマリーニ氏の首が目の前でポロリと取れてしまう。 |    |                                                           |                            |                                                                  |                |                       |                         |
| 148 | 9  | "神のお告げ" "Signs and Wonders"                          | キム・マナーズ             | ジェフリー・ベル                                                 | 2000年1月23日  | 7ABX09                | 13.86                   |
| 鍵のかかった車内で大量の蛇にかまれた死体が発見された。モルダーとスカリーは被害者が所属していたカルト教団を捜査する。二人は教祖が犯人だと確信するが、教祖も蛇にかまれ重体となってしまう。 |    |                                                           |                            |                                                                  |                |                       |                         |
| 149 | 10 | "存在と時間 Part.1" "Sein und Zeit"                       | マイケル・ワトキンス       | クリス・カーター & フランク・スポトニッツ                        | 2000年2月6日   | 7ABX10                | 13.95                   |
| カリフォルニアでアンバーリンという少女が、寝室から忽然と姿を消した。行方不明事件がサマンサと何らかの関わりがあるものと信じるモルダーは捜査に乗り出す。捜査を進めるモルダーのもとに母ティナが自殺したとの知らせが届く。 |    |                                                           |                            |                                                                  |                |                       |                         |
| 150 | 11 | "存在と時間 Part.2" "Closure"                             | キム・マナーズ             | クリス・カーター & フランク・スポトニッツ                        | 2000年2月13日  | 7ABX11                | 15.35                   |
| オープニングのスローガンは「Believe to Understand」（信は理解なり）。アンバーリン誘拐事件の捜査の過程で幼児殺害犯が逮捕される。ところがアンバーリンの死体もサマンサの死体も発見されない。モルダーは霊能者とともにサマンサの足跡を追い妹の死を確信する。 |    |                                                           |                            |                                                                  |                |                       |                         |
| 151 | 12 | "X-コップス" "X-Cops"                                     | マイケル・ワトキンス       | ヴィンス・ギリガン                                               | 2000年2月20日  | 7ABX12                | 16.56                   |
| ドキュメンタリー番組『全米警察24時 コップス』の取材を受ける警官が、満月のロサンゼルスで事件に遭遇。誤ってモルダーとスカリーを逮捕してしまう。『コップス』取材班は同じく事件を追うモルダーとスカリーに密着取材を行う。 |    |                                                           |                            |                                                                  |                |                       |                         |
| 152 | 13 | "ファースト・パーソン・シューター" "First Person Shooter" | クリス・カーター           | ウィリアム・ギブスン & トム・マドックス                          | 2000年2月27日  | 7ABX13                | 15.31                   |
| コンピュータゲームのキャラクターである女戦士マトレーヤが仮想世界で人間を殺す事件が起こる。調査を委託されたモルダーとスカリーは、事件の謎を解くため自らもバーチャル兵士となってゲームに参加するが、犯人であるマトレーヤに苦戦する。 |    |                                                           |                            |                                                                  |                |                       |                         |
| 153 | 14 | "呪い" "Theef"                                            | キム・マナーズ             | ヴィンス・ギリガン & ジョン・シャイバン & フランク・スポトニッツ | 2000年3月12日  | 7ABX14                | 11.91                   |
| 有名な医師が自宅で首を吊って死んだ。モルダーは現場の状況から黒魔術が行われたのではないかと推測する。 |    |                                                           |                            |                                                                  |                |                       |                         |
| 154 | 15 | "旅" "En Ami"                                             | ロブ・ボウマン             | ウィリアム・B・デイヴィス                                        | 2000年3月19日  | 7ABX15                | 11.99                   |
| 自らの余命が長くないことを知ったCSマンは全ての病の治療法をスカリーに託すため共に旅に出る。 |    |                                                           |                            |                                                                  |                |                       |                         |
| 155 | 16 | "キメーラ" "Chimera"                                      | クリフ・ボール             | デヴィッド・アマン                                               | 2000年4月2日   | 7ABX16                | 12.89                   |
| 高級住宅地で何一つ不自由なく暮らす主婦が行方不明になった。カラスが現れ、鏡が割れたという証言を聞いたモルダーは魔術によって邪悪な存在が呼び出されたのではないかと推測する。 |    |                                                           |                            |                                                                  |                |                       |                         |
| 156 | 17 | "宿縁" "all things"                                       | ジリアン・アンダーソン     | ジリアン・アンダーソン                                           | 2000年4月9日   | 7ABX17                | 12.18                   |
| 偶然目にしたカルテにスカリーはかつての不倫相手の名前を見つけ、心臓病で入院している彼を見舞う。自分への強い想いをどう受け止めていいか分からないスカリーの前に謎の女が現れ仏堂へと導く。そこの仏堂でスカリーは不思議な幻影を目撃する。 |    |                                                           |                            |                                                                  |                |                       |                         |
| 157 | 18 | "ブランドX" "Brand X"                                     | キム・マナーズ             | スティーヴン・マエダ & グレッグ・ウォーカー                      | 2000年4月16日  | 7ABX19                | 10.81                   |
| 世界的なタバコメーカー、モーリー社が裁判にかけられ、同社に不利な発言をする予定だった研究員がFBIの厳重な警護の中で死亡する。FBIは他殺を疑うが、現場には一切の証拠が無く捜査が行き詰まる。やがて、モーリー社がタバコの品種改良に用いていた遺伝子操作によって、タバコ虫が凶悪な存在へと変貌していたことが明らかになる。ヘビースモーカーの老人役でトビン・ベルが出演。 |    |                                                           |                            |                                                                  |                |                       |                         |
| 158 | 19 | "ハリウッドA.D." "Hollywood A.D."                         | デイヴィッド・ドゥカヴニー | デイヴィッド・ドゥカヴニー                                       | 2000年4月30日  | 7ABX18                | 12.88                   |
| 劇中劇でモルダー役を演じるのは、デイヴィッドの友人ギャリー・シャンドリング、スカリー役はデイヴィッドの妻であるティア・レオーニ。 |    |                                                           |                            |                                                                  |                |                       |                         |
| 159 | 20 | "ファイトクラブ" "Fight Club"                             | ポール・シャピロ           | クリス・カーター                                                 | 2000年5月7日   | 7ABX20                | 11.70                   |
| 同じ容貌と同じ性格をもった二人の女。彼女たちがめぐり合うと嵐のような騒動が巻き起こる。 |    |                                                           |                            |                                                                  |                |                       |                         |
| 160 | 21 | "三つの願い" "Je Souhaite"                                | ヴィンス・ギリガン         | ヴィンス・ギリガン                                               | 2000年5月14日  | 7ABX21                | 12.79                   |
| 「ランプの魔神」の眷属である女は主人の三つの願いを聞きいれるものの、曲解して願いをかなえるため、主人が不幸になってしまうという欠点があった。モルダーが所有者になった時、恣意的な解釈をしないよう細かい条件を考えるところへ、スカリーが「問題を自分で解決してこそ意味があるのじゃない」と諭され、女自身の幸せを願うものに変える。ラスト付近の「無人の街」は実際に町をワンブロック借り切って早朝に撮影した。 |    |                                                           |                            |                                                                  |                |                       |                         |
| 161 | 22 | "レクイエム" "Requiem"                                    | キム・マナーズ             | クリス・カーター                                                 | 2000年5月21日  | 7ABX22                | 15.26                   |
| 7年前、異星人による誘拐事件がおきたベルフールでUFOの墜落事件が発生。モルダーとスカリーは調査に向かうが空振りに終わる。そんな時、X-ファイル課にビリー・マイルズから連絡が入った。彼は、スカリーがモルダーのパートナーとなって最初の事件の関係者だった。当時UFOによる誘拐を経験したビリーだが、今度は父親が謎の失踪を遂げたという。現地に急行した2人は、かつてエイリアンに誘拐された人々が、再び行方不明になっていることを知る。一方CSマンはクライチェックを現場へ向かわせUFOの回収を目論むがCSマンに恨みを抱くクライチェックはモルダーらに協力を申し出る。調査に向かうモルダーとスキナー、ところがスキナーの目の前でモルダーがUFOに誘拐されてしまう。 |    |                                                           |                            |                                                                  |                |                       |                         |

## 第8シーズン（2000年 - 01年）
本シーズンよりモルダー捜査官役のデイヴィッド・ドゥカヴニーがレギュラーから降板し（ゲスト出演はあり）、かわりにドゲット捜査官とレイエス捜査官がレギュラーとして登場。
| No. | #  | タイトル                                        | 監督                   | 脚本                                                                       | 放送日         | プロダクション コード | 合衆国視聴者数 （百万） |
| --- | -- | ----------------------------------------------- | ---------------------- | -------------------------------------------------------------------------- | -------------- | --------------------- | ----------------------- |
| 162 | 1  | "サーチ・フォー・モルダー Part.1" "Within"      | キム・マナーズ         | クリス・カーター                                                           | 2000年11月5日  | 8ABX01                | 15.87                   |
| 異星人によるモルダーの誘拐を通常の失踪事件として扱うFBIは、ドゲット捜査官を担当に任命し捜査に当たらせる。スカリーとスキナーはローンガンマンと協力しモルダーの行方を追う。次に異星人が狙うのはチェスの神童と呼ばれたギブソン少年だと推理したスカリーらはギブソンを探し出す。ドゲットもギブソンを追い、聾学校からギブソンを連れ出すモルダーを追い詰めるがモルダーは崖から転落してしまう。                                                  |    |                                                 |                        |                                                                            |                |                       |                         |
| 163 | 2  | "サーチ・フォー・モルダー Part.2" "Without"     | キム・マナーズ         | クリス・カーター                                                           | 2000年11月12日 | 8ABX02                | N/A                     |
| 崖から転落し再び行方をくらませたモルダー、しかし彼はモルダーに変身したバウンティーハンターだった。ハンターは執拗にギブソンを狙う。スカリーとドゲットは反目しながらもギブソンを守りバウンティーハンターを撃退する。事件が一段楽した後ドゲットはモルダー捜索の失敗によりX-ファイル担当にまわされる。「日曜洋画劇場」枠で放送されたテレビ朝日の吹き替え版シリーズでは最終回。モルダーは消息不明のまま放送終了となった。                     |    |                                                 |                        |                                                                            |                |                       |                         |
| 164 | 3  | "爪痕" "Patience"                               | クリス・カーター       | クリス・カーター                                                           | 2000年11月19日 | 8ABX04                | N/A                     |
| 老夫婦が惨殺されるという殺人事件が発生。地元警察が動物の犯行と主張する中、ドゲットと共に現場を訪れたスカリーは、現場に残されていた謎の爪痕を発見する。さらに殺人事件が増える中で、ドゲットは過去のX-ファイルから今回の事件と同じケースを発見する。そこには、コウモリの姿をした謎の半人半獣の化け物を射殺した被害者の写真が載せられていた。                                                                                               |    |                                                 |                        |                                                                            |                |                       |                         |
| 165 | 4  | "ロードランナー" "Roadrunners"                  | ロッド・ハーディ       | ヴィンス・ギリガン                                                         | 2000年11月26日 | 8ABX05                | N/A                     |
| ある砂漠で発見された撲殺死体の検視協力のため一人で現場を訪れていたスカリーは、地図にも載っていない謎の村で給油をした直後に車が動かなくなりそこでの下宿を余儀なくされる。電波が通じない為連絡も取れない中、村の住人達にある病人を診察をして欲しいと相談されるスカリー。その病人の背中には見た事も無い謎の寄生物が寄生していた。 |    |                                                 |                        |                                                                            |                |                       |                         |
| 166 | 5  | "冥界の死者" "Invocation"                       | リチャード・コンプトン | デヴィッド・アマン                                                         | 2000年12月3日  | 8ABX06                | N/A                     |
| 10年前、小学校の校庭から忽然と姿を消した子供が、失踪した当時そのままの姿で帰ってきた。スカリーは、異星人によるアブダクトを示唆するが、ドゲットは何らかの論理的な説明ができるはずだと通常の誘拐捜査を開始する。 |    |                                                 |                        |                                                                            |                |                       |                         |
| 167 | 6  | "レッドラム" "Redrum"                           | ピーター・マークル     | 原案: スティーヴン・マエダ & ダニエル・アーキン 脚本: スティーヴン・マエダ | 2000年12月10日 | 8ABX03                | N/A                     |
| 原題の「Redrum」は殺人（murder）の回文である。まったく身に覚えのない妻の殺害容疑で逮捕された検察官の男性。護送の途中、男性は撃たれて死んだ…はずだったが、目覚めると前日の朝になっていた。自分の時間だけが逆行していることに気付いた男性は、真犯人を押さえ、妻殺害を防ごうと決心し旧友のドゲットに協力を依頼する。検察官を演じるのはジョー・モートンである。                                                                              |    |                                                 |                        |                                                                            |                |                       |                         |
| 168 | 7  | "第三の目" "Via Negativa"                       | トニー・ワームビー     | フランク・スポトニッツ                                                     | 2000年12月17日 | 8ABX07                | N/A                     |
| ピッツバーグのカルト教団で、信者20人とその教団を張り込んでいた捜査官2人が斧で額を割られて死亡した。教団のリーダーに容疑の目が集まるが、動機や殺害方法を特定することができず捜査は行き詰まってしまう。そんな中、ドゲットが奇妙な悪夢に悩まされ始め、ついには自らの手でスカリーを殺害するという幻想まで見るようになってしまう。 |    |                                                 |                        |                                                                            |                |                       |                         |
| 169 | 8  | "透視" "Surekill"                               | テレンス・オハラ       | グレッグ・ウォーカー                                                       | 2001年1月7日   | 8ABX09                | N/A                     |
| 警察署で尋問中の容疑者が射殺される。男性を撃った銃弾は、建物の天井から正確に男性の頭部めがけて撃ち込まれていた。その後、男性と金銭トラブルのあった町のねずみ駆除業者が浮かび上がるが、どうしても殺害方法が特定できなかった。 |    |                                                 |                        |                                                                            |                |                       |                         |
| 170 | 9  | "救済" "Salvage"                                | ロッド・ハーディ       | ジェフリー・ベル                                                           | 2001年1月14日  | 8ABX10                | N/A                     |
| 廃棄物処理場に勤務していた男性、レイが死亡した。葬儀の後、生前彼と関わりのあった人間が立て続けに不審な死を遂げる。奇妙なことに、すべての事件現場にはレイの指紋が残っていた。その頃レイの体は謎の金属製の物質に侵されていた。 |    |                                                 |                        |                                                                            |                |                       |                         |
| 171 | 10 | "バドラ" "Badlaa"                               | トニー・ワームビー     | ジョン・シャイバン                                                         | 2001年1月21日  | 8ABX12                | N/A                     |
| ボンベイ発、ワシントン行きの飛行機を利用した巨漢のビジネスマンが、チェックインした直後のホテルで変死した。検死によれば、全ての内臓が異常に損傷しており、死亡推定時刻はボンベイを出発する前だという。事件を調べていた二人は、事件の背後に超能力を持ったインドの行者がいる事に気付く。行者ベガーマンを演じたのはディープ・ロイである。 |    |                                                 |                        |                                                                            |                |                       |                         |
| 172 | 11 | "ギフト" "The Gift"                             | キム・マナーズ         | フランク・スポトニッツ                                                     | 2001年2月4日   | 8ABX11                | N/A                     |
| 失踪直前のモルダーが不審な行動をとっていたことを発見したドゲットは、スカリーには告げずに単身でその行動を追う。 |    |                                                 |                        |                                                                            |                |                       |                         |
| 173 | 12 | "メデューサ" "Medusa"                           | リチャード・コンプトン | フランク・スポトニッツ                                                     | 2001年2月11日  | 8ABX13                | N/A                     |
| ボストンの地下鉄で潜入捜査中の警官が頭部が半分溶けるという状態で死亡した。調査のため地下鉄を全面閉鎖し特別チームが調査に向かう。 |    |                                                 |                        |                                                                            |                |                       |                         |
| 174 | 13 | "受胎" "Per Manum"                              | キム・マナーズ         | クリス・カーター & フランク・スポトニッツ                                  | 2001年2月18日  | 8ABX08                | N/A                     |
| 妻が異星人の子を出産させられて主治医に殺されたという男性がX-ファイル課を訪れる。スカリーとドゲットがそれぞれ主治医を調べる中、スカリーのアパートに妊婦が訪れ、「私の赤ちゃんが、そしてあなたの赤ちゃんも狙われている」と告げる。 |    |                                                 |                        |                                                                            |                |                       |                         |
| 175 | 14 | "デッドアライブ Part.1" "This Is Not Happening" | キム・マナーズ         | クリス・カーター & フランク・スポトニッツ                                  | 2001年2月25日  | 8ABX14                | 16.9                    |
| モルダーと同時期に誘拐されたテレサが瀕死の重傷でモンタナで発見された。モルダー捜索の手がかりになると考えたドゲットとスカリーは現場へ向かう。ところがテレサはカルト教団に連れ去られ、そこで異星人スミスの癒しの力により治癒していた。そして教団から程近い場所でモルダーの遺体が発見される。 |    |                                                 |                        |                                                                            |                |                       |                         |
| 176 | 15 | "デッドアライブ Part.2" "Deadalive"             | トニー・ワームビー     | クリス・カーター & フランク・スポトニッツ                                  | 2001年4月1日   | 8ABX15                | N/A                     |
| モルダーの葬儀から3ヵ月後、UFOに誘拐されたビリーが水死体で発見され、検死解剖直前に息を吹き返す。モルダーにも同じことが起こっていると考えたスキナーは墓を掘り起こしモルダーを入院させる。クライチェックはモルダーが宇宙由来のウイルスに感染しているとスキナーに伝え、スカリーの出産を阻止することを条件にワクチンの提供を申し出る。クライチェックからのワクチン奪取は失敗するが、モルダーの体温が急激に低下したことでウイルスは死滅する。 |    |                                                 |                        |                                                                            |                |                       |                         |
| 177 | 16 | "パスワード" "Three Words"                      | トニー・ワームビー     | クリス・カーター & フランク・スポトニッツ                                  | 2001年4月8日   | 8ABX18                | N/A                     |
| 「デッドアライブ」のカルト教団のリーダーであるアブサロムに銃を突きつけられ、ドゲットはヴァージニア州の連邦統計センターに連れてこられる。アブサロムはその中にあるものを見せ、命を狙われている自分の代わりにそれを世界に伝えて欲しいというのだが。 |    |                                                 |                        |                                                                            |                |                       |                         |
| 178 | 17 | "秘密" "Empedocles"                             | バリー・K・トーマス    | グレッグ・ウォーカー                                                       | 2001年4月22日  | 8ABX17                | 12.46                   |
| ある会社員がリストラを宣告され、その後偶然交通事故に遭遇する。現場に立ちすくしていると、その炎上した車から炎に包まれた人影が現れ自分の体に乗り移るという幻を見る。その直後、リストラを宣告した上司と秘書が焼死体で発見される。その死体を見たモニカ・レイエスは、ドゲットの息子が殺害された時にみたものと同じ幻をイメージする。 |    |                                                 |                        |                                                                            |                |                       |                         |
| 179 | 18 | "到来" "Vienen"                                 | ロッド・ハーディ       | スティーヴン・マエダ                                                       | 2001年4月29日  | 8ABX16                | N/A                     |
| テキサス州のアランザス港に全身の9割に火傷を負った死体が流れ着く。検死の結果、メキシコ湾に浮かぶ採油基地の従業員であると判明。さらにその死体からはブラックオイルが発見される。連絡を取ろうとするスカリーだが、無線が通じず、現場に向かったモルダー、そしてカーシュ長官代理から特命を受けたドゲットはすでに現場に向かってしまっていた。 |    |                                                 |                        |                                                                            |                |                       |                         |
| 180 | 19 | "孤立" "Alone"                                  | フランク・スポトニッツ | フランク・スポトニッツ                                                     | 2001年5月6日   | 8ABX19                | N/A                     |
| 産休に入ったスカリーと交代で配属されたのは経理担当の捜査官。ニューヨーク州での殺人事件の捜査中、不気味な粘液を手がかりに犯人を追うドゲットは彼女と事件のあった森林地帯の中にあった巨大な洋館にたどり着くものの、そこで消息を絶ってしまう。粘液の検査をスカリーに任せ、モルダーはFBIとは別に個人で調査を開始する。 |    |                                                 |                        |                                                                            |                |                       |                         |
| 181 | 20 | "誕生 Part.1" "Essence"                         | キム・マナーズ         | クリス・カーター                                                           | 2001年5月13日  | 8ABX20                | N/A                     |
| スカリーの出産が迫り、彼女の主治医だったレブとパレンティが代替人間となったビリー・マイルズに殺された。ビリーに狙われるスカリーを救ったのは、かつて彼女の子を殺そうとしたクライチェックだった。 |    |                                                 |                        |                                                                            |                |                       |                         |
| 182 | 21 | "誕生 Part.2" "Existence"                       | キム・マナーズ         | クリス・カーター                                                           | 2001年5月20日  | 8ABX21                | 14.00                   |
| ドゲットの田舎に身を隠したスカリーをビリーが襲撃する。モルダーとドゲットも代替人間のノエル・ローラー、ジーン・クレーンに命を狙われる。クライチェックもモルダーを殺そうと企むがスキナーに射殺される。そしてスカリーは異星人たちに見守られながら無事に男児を出産する。名はウィリアム、それは故人となったモルダーの父からとられたものだった。                                                                                               |    |                                                 |                        |                                                                            |                |                       |                         |

## 第9シーズン（2001年 - 02年）
| No. | #  | タイトル                                                                 | 監督                       | 脚本                                                                                                | 放送日         | プロダクション コード | 合衆国視聴世者 （百万） |
| --- | -- | ------------------------------------------------------------------------ | -------------------------- | --------------------------------------------------------------------------------------------------- | -------------- | --------------------- | ----------------------- |
| 183 | 1  | "リターン・トゥ・ウォーター Part.1" Nothing Important Happened Today"    | キム・マナーズ             | クリス・カーター & フランク・スポトニッツ                                                           | 2001年11月11日 | 9ABX01                | 10.6                    |
| モルダーが突然失踪し、ドゲットたちのカーシュに対する捜査もスキナーによって止められてしまう。そんな中、環境保護庁の職員が車ごと水没し溺死したという新聞記事がX-ファイル課に届き、何らかの繋がりがあると睨んだドゲットは捜査を開始する。職員の遺体の足首には、人の指の跡が付いていた。 |    |                                                                          |                            | |                |                       |                         |
| 184 | 2  | "リターン・トゥ・ウォーター Part.2" Nothing Important Happened Today II" | トニー・ワームビー         | クリス・カーター & フランク・スポトニッツ                                                           | 2001年11月18日 | 9ABX02                | 9.4                     |
| ドゲットの前にかつて海兵隊時代に共にいた女、シャノンが姿を現す。彼女は自らをノエルと同じバイオ兵士の試作第1号であるといい、高い潜水能力を有していた。彼女は水道水に含まれる消毒剤クロラミンを加工し世の女に無敵兵士を生み出させようという政府の実験を明らかにするため、計画を進める者たちを水に引き込み溺死させていた。一方ローン・ガンメンは死んだ環境保護庁職員のもとに死後電話がかかってきていることを突き止める。電話の主はある実験をしている貨物艦艇の艦長で、実験の内容をFBIに公表してほしいという。艦に向かったドゲットたちの前に立ちふさがったのは、無敵兵士のノエル・ローラーだった。                                   |    |                                                                          |                            | |                |                       |                         |
| 185 | 3  | "ダイモニカス" Dæmonicus"                                                | フランク・スポトニッツ     | フランク・スポトニッツ                                                                              | 2001年12月2日  | 9ABX03                | 8.7                     |
| 人里離れた農家で老夫婦の死体が発見された。妻の腹には蛇が縫い込められ、夫の遺体と向かい合わせに座らされた状態は、なんらかの儀式を思わせた。さらにテーブルの上にはラテン語で「悪魔」を意味する文字が残されていた。モニカは邪悪な超自然的な存在が人間を操っていると主張。現実的なドゲットは精神病患者の犯行と主張する。 |    |                                                                          |                            | |                |                       |                         |
| 186 | 4  | "4-D" 4-D"                                                               | トニー・ワームビー         | スティーヴン・マエダ                                                                                | 2001年12月9日  | 9ABX05                | 8.9                     |
| オープニングのスローガンは「erehT tuO si hturT ehT」。これは通常のスローガンを逆に書いたもの。モニカが喉を切られ、ドゲットも銃撃される。しかし、モニカは丁度その時刻、自宅でドゲットと会っていた。ドゲットが参加していたはずの張り込み捜査も行なわれていなかった。それは快楽殺人者の特殊な能力による犯行を示唆していた。 |    |                                                                          |                            | |                |                       |                         |
| 187 | 5  | "蠅の王" Lord of the Flies"                                              | キム・マナーズ             | トーマス・シュノーズ                                                                                | 2001年12月16日 | 9ABX06                | N/A                     |
| スタントまがいのお笑い映像を撮影していた高校生グループの一人が撮影中に死亡した。検視をしたスカリーは、被害者の陥没した頭蓋骨の中で脳を食い尽くした大量のハエを発見。地元の昆虫学者はフェロモンによりハエが異常に興奮し殺人に駆り立てられた可能性を指摘する。 |    |                                                                          |                            | |                |                       |                         |
| 188 | 6  | "トラスト・ノー・ワン" Trust No 1"                                       | トニー・ワームビー         | クリス・カーター & フランク・スポトニッツ                                                           | 2002年1月6日   | 9ABX08                | N/A                     |
| オープニングのスローガンは「They're Watching（彼らは監視している）」政府機関に所属するという謎の人物が、無敵戦士の情報を提供したいとFBIにコンタクトを取ってきた。モルダーと直接会うことが条件なのだが、彼をこれ以上傷つけたくないスカリーは受けるべきか悩む。 |    |                                                                          |                            | |                |                       |                         |
| 189 | 7  | "ジョン・ドー" John Doe"                                                 | ミシェル・マクラーレン     | ヴィンス・ギリガン                                                                                  | 2002年1月13日  | 9ABX07                | 8.7                     |
| メキシコの片田舎で記憶喪失となってしまったドゲットは麻薬の運び屋の仕事を持ちかけられる。 |    |                                                                          |                            | |                |                       |                         |
| 190 | 8  | "境界" Hellbound"                                                        | キム・マナーズ             | デヴィッド・アマン                                                                                  | 2002年1月27日  | 9ABX04                | 7.8                     |
| 元服役囚の男性が、生きながら皮を剥がれるという残忍な手口で殺された。過去の類似事件を調べていたスカリーは、1960年代に迷宮入りしているファイルを発見。遺体の切断面が今回のものと一致することに気付く。 |    |                                                                          |                            | |                |                       |                         |
| 191 | 9  | "神託 Part.1" "Provenance"                                               | キム・マナーズ             | クリス・カーター & フランク・スポトニッツ                                                           | 2002年3月3日   | 9ABX10                | 9.7                     |
| UFOカルト教団に潜入捜査していたFBI捜査官がウィリアムを殺そうとする。その男性の所持品の中にUFOの破片があった。スカリーは息子を守るためウィリアムをローン・ガンメンに託す。 |    |                                                                          |                            | |                |                       |                         |
| 192 | 10 | "神託 Part.2" "Providence"                                               | クリス・カーター           | クリス・カーター & フランク・スポトニッツ                                                           | 2002年3月10日  | 9ABX11                | N/A                     |
| ウィリアムがUFOカルト教団に誘拐された。FBIを信じず独自に捜査を続けたスカリーが見たものはUFOの発進によって壊滅したカルト教団だった。 |    |                                                                          |                            | |                |                       |                         |
| 193 | 11 | "オードリー" "Audrey Pauley"                                             | キム・マナーズ             | スティーヴン・マエダ                                                                                | 2002年3月17日  | 9ABX13                | N/A                     |
| 交通事故にあったモニカは脳死状態となり、回復の見込みはないと診断された。しかしその時、モニカは病院を模した別の建物の中にいた。困惑するモニカの前に、一人の女が現れる。 |    |                                                                          |                            | |                |                       |                         |
| 194 | 12 | "化体" "Underneath"                                                      | ジョン・シャイバン         | ジョン・シャイバン                                                                                  | 2002年3月31日  | 9ABX09                | 7.3                     |
| 13年前にドゲットが逮捕した殺人犯・ファッスルがDNA判定の結果、無罪を勝ち取る。納得のいかないドゲットは、スカリーに再鑑定を依頼する。一方、ファッスルがいた刑務所では謎の殺人事件が起きていた。 |    |                                                                          |                            | |                |                       |                         |
| 195 | 13 | "数秘術" Improbable"                                                     | クリス・カーター           | クリス・カーター                                                                                    | 2002年4月7日   | 9ABX14                | 9.1                     |
| オープニングのスローガンは「Dio ti ama」。これはイタリア語で「God loves you（神はあなたを愛している）」の意味。カジノで女が殺された。モニカはそれが数字に支配された男性の犯行だと考え、調査により近年起こった殺人事件もその男性の犯行だと証明される。モニカは次の犠牲者の手がかりを得るために数秘術を行う占い師のもとを訪ねる。 |    |                                                                          |                            | |                |                       |                         |
| 196 | 14 | "モンスター" "Scary Monsters"                                            | ドワイト・リトル           | トーマス・シュノーズ                                                                                | 2002年4月14日  | 9ABX12                | N/A                     |
| 第8シーズンのエピソード「孤立」で産休に入ったスカリーの代理としてX-ファイル課担当であったレイラ・ハリソンが再登場。彼女が偶然目を通した猫の奇妙な死骸は、自ら体をかきむしる様にして絶命しており、興味を覚えたレイラはこれがX-ファイルであるとしてこの事件を持ち込む。ドゲット・モニカ・レイラの三人でとある雪山の山荘に向かうが、そこに住む少年の想像力が不気味なモンスターを生み、三人は様々な恐ろしい体験を味わうことになる。 |    |                                                                          |                            | |                |                       |                         |
| 197 | 15 | "英雄に捧ぐ" "Jump the Shark"                                            | クリフ・ボール             | ヴィンス・ギリガン & ジョン・シャイバン & フランク・スポトニッツ                                    | 2002年4月21日  | 9ABX15                | N/A                     |
| ローン・ガンメン最後の戦い。スピンオフ作品『ローン・ガンメン』に登場していたキャラクターも登場し、第6シーズンの「ドリームランド」で登場したモリス・プレッチャーも再登場。『ローン・ガンメン』とも繋がっており、本編はその『ローン・ガンメン』最終回以降の話となっており、実質最終エピソードになっている。 |    |                                                                          |                            | |                |                       |                         |
| 198 | 16 | "ウィリアム" "William"                                                   | デイヴィッド・ドゥカヴニー | 原案: デイヴィッド・ドゥカヴニー & フランク・スポトニッツ & クリス・カーター 脚本: クリス・カーター | 2002年4月28日  | 9ABX17                | 9.3                     |
| 体中に火傷を負った男性がX-ファイル課に侵入し拘束された。モルダーと同じDNAを持つその男性は異星人の陰謀を暴く鍵を求めてX-ファイル課に侵入したのだった。ドゲットは彼こそがモルダーその人ではないかと疑うが、その正体はジェフリー・スペンダーだった。スペンダーは異星人の血を引くスカリーの息子にマグネタイトを注射し、なんの変哲もないただの「人間」にする。それは自分を異星人の実験台に提供した父、CSマンへの復讐でもあった。 |    |                                                                          |                            | |                |                       |                         |
| 199 | 17 | "解放" "Release"                                                         | キム・マナーズ             | 原案: ジョン・シャイバン & デヴィッド・アマン 脚本: デヴィッド・アマン                              | 2002年5月5日   | 9ABX16                | 7.8                     |
| ドゲットの息子が殺された事件の真相が明らかになる。密告によりドゲットは赴いた廃屋で女の死体を発見した。FBIアカデミーでスカリーの教え子ヘイズは検死の際、恐るべき洞察力で殺害状況を分析、犯人を特定しただけでなく、ドゲットの息子ルーク殺しとの関係性も断言する。ドゲットはヘイズに協力を依頼し息子殺しの真犯人を捕らえようとする。ドゲットの元妻をロバート・パトリックの妻であるバーバラ・パトリックが演じている。 |    |                                                                          |                            | |                |                       |                         |
| 200 | 18 | "サンシャイン・デイズ" "Sunshine Days"                                   | ヴィンス・ギリガン         | ヴィンス・ギリガン                                                                                  | 2002年5月12日  | 9ABX18                | 10.4                    |
| 1969年のホームドラマ『ゆかいなブレディー家』を模した謎の住宅を見付けた若者二人が、家の近くに「落下」して死亡する事件が起こる。ドゲットは仮定から導き出せる矛盾の無い推理として、部屋に侵入した被害者が屋根を突き破りながら飛び上がり、そのまま落下して死亡したと言う。当初はドゲットの仮説に懐疑的だったモニカだったが、スカリーが被害者の解剖時不思議な現象を体験し調査を進めるにつれ、家主のオリバーは本物の念動力の使い手であることが判明。遂にスカリー、モニカ、スキナーらは科学を根底から覆す、超常現象の証拠を発見する。一方、ドゲットはオリバーの能力を認めながらも、彼が何か隠し事をしていると、発表には消極的であった。 |    |                                                                          |                            | |                |                       |                         |
| 201 | 19 | "真実 Part.1" "The Truth"                                                | キム・マナーズ             | クリス・カーター                                                                                    | 2002年5月19日  | 9ABX19                | 13.0                    |
| 長い間姿を消していたモルダーが、マウント・ウェザー地下施設で軍人を殺した容疑で、軍事裁判にかけられることに。メンバーは、モルダーの無実を証明しようと必死になる。 |    |                                                                          |                            | |                |                       |                         |
| 202 | 20 | "真実 Part.2" "The Truth II"                                             | キム・マナーズ             | クリス・カーター                                                                                    | 2002年5月19日  | 9ABX20                | 13.0                    |
| モルダーを助けたい一心で、法廷にきたギブソンとドゲット、そしてレイエスの証言のあと、思わぬ事実が発覚。政府がノエル・ローラーのものだとしていた遺体は別人だった。 |    |                                                                          |                            | |                |                       |                         |

## 『X-ファイル: 真実を求めて』（2008年）
| タイトル | 監督             | 作品名                                    | 米国公開日    | 米国DVD発売日 |
| --- | ---------------- | ----------------------------------------- | ------------- | ------------- |
| "X-ファイル: 真実を求めて" "The X-Files: I Want to Believe" | クリス・カーター | フランク・スポトニッツ & クリス・カーター | 2008年7月25日 | 2008年12月2日 |
| テレビシリーズ最終回「真実」から6年後。スカリーは、今はとあるキリスト教系の病院に勤務していた。そんなスカリーのもとにFBIが現れ、モルダーの居場所を教えてほしいと告げてくる。彼らは謎の失踪を遂げた捜査官モニカの行方を追っていた。 FBIが、すでに引退したモルダーに捜査協力を要請してきた背景には、ただならぬ理由があった。ジョーという神父がサイキックな透視能力を駆使し、雪と氷に閉ざされた湖から切断された人間の腕を見つけ出したのだ。その腕はモニカではなく男性のものだったが、モニカの失踪後まもなくFBIに協力を申し出てきたジョーは「彼女の“ビジョン”が見える」と主張。その超能力の真偽を判断できないFBIは、超常現象に詳しいモルダーの知識と経験に頼らざるをえなかったのだ。FBIとの過去の確執を水に流すとの条件で現場復帰を決意し、捜査の指揮を執るホイットニーと合流したモルダーは、ある性犯罪者向けの寮でジョーと対面する。ジョーの“ビジョン”に従って、モニカがふたりの男性に拉致された現場を訪れたモルダーは、その場でジョーが目から血を流す姿を目撃し、この男性の超能力は本物だという確信を深めるのだった。 その後、捜査は異様な急展開を見せ始める。凍った湖で発見された腕からは、動物用の鎮静剤が検出された。さらにジョーのビジョンによって、氷に固められて遺棄された11人の人体パーツが見つかり、事態はおぞましい連続殺人の様相を呈していく。 |                  |                                           |               |               |

## 第10シーズン(2016年)
| No. | # | タイトル                                                     | 監督             | 脚本                                                                               | 放送日        | プロダクション コード | 合衆国視聴世者 （百万） |
| --- | - | ------------------------------------------------------------ | ---------------- | ---------------------------------------------------------------------------------- | ------------- | --------------------- | ----------------------- |
| 203 | 1 | "闘争 Part 1" "My Struggle"                                  | クリス・カーター | クリス・カーター                                                                   | 2016年1月24日 | 1AYW01                | 16.19                   |
| 動画ニュースサイトを運営しながら、キャスターも務める保守派の陰謀論者、タッド・オマリーがモルダーとスカリーに協力を求めてきた。2人は彼の案内で、異星人に誘拐されたことがあるという女を訪ねる。          |   |                                                              |                  |                                                                                    |               |                       |                         |
| 204 | 2 | "変異" "Founder's Mutation"                                  | James Wong       | James Wong                                                                         | 2016年1月25日 | 1AYW05                | 9.67                    |
| 遺伝子研究の博士が、他人には聞こえない音を聞いた直後に自殺。その手の平には、「創始者の変異」と文字が書かれていた。モルダーとスカリーは博士の部屋で遺伝子疾患による形態異常の子供たちの写真を見つける。 |   |                                                              |                  |                                                                                    |               |                       |                         |
| 205 | 3 | "トカゲ男性の憂鬱" "Mulder and Scully Meet the Were-Monster" | Darin Morgan     | Darin Morgan                                                                       | 2016年2月1日  | 1AYW03                | 8.37                    |
| 人生に迷いを感じ始めたモルダー。そんな時、動物管理局職員が怪物に襲われる事件が発生。現場にはそのほかにも複数の遺体があった。捜査を進める中でモルダーは、ガイ・マンという男性と出会い…。                |   |                                                              |                  |                                                                                    |               |                       |                         |
| 206 | 4 | "バンドエイド・ノーズ・マン" "Home Again"                    | Glen Morgan      | Glen Morgan                                                                        | 2016年2月8日  | 1AYW02                | 8.31                    |
| ホームレスの強制収容計画を進める住宅都市開発省の職員が惨殺される事件が発生し、モルダーとスカリーが捜査にあたる。ところがそこへ、スカリーの母が危篤との連絡が入ったため、彼女は病院へ向かう。           |   |                                                              |                  |                                                                                    |               |                       |                         |
| 207 | 5 | "バビロン" "Babylon"                                         | クリス・カーター | クリス・カーター                                                                   | 2016年2月15日 | 1AYW04                | 7.07                    |
| 美術館で自爆テロが起きたが、瀕死の爆破犯から情報を聞き出せれば連続テロを防げると考えた担当捜査官のミラー。モルダーならその方法を知っていると思い、相棒のアインシュタインと共にＸファイル課を訪ねる。   |   |                                                              |                  |                                                                                    |               |                       |                         |
| 208 | 6 | "闘争 Part 2" "My Struggle II"                               | クリス・カーター | 原案:クリス・カーター & Dr. Margaret Fearon & Dr. Anne Simon 脚本:クリス・カーター | 2016年2月22日 | 1AYW06                | 7.60                    |
| タッド・オマリーがニュース配信を再開し、異星人のDNAに関する陰謀を告発した直後、モルダーが失踪。病院には、あらゆる感染症の患者が溢れ始める。治療法を探っているスカリーの元にある電話が入る。            |   |                                                              |                  |                                                                                    |               |                       |                         |

## 外伝 ローン・ガンメン（2001年）
第1話(1LGM79) 「陰謀との戦い(Pilot)」
新しく開発された高速プロセッサーのチップを盗み出そうとするローン・ガンメン。それはユーザー情報を盗む為に作られたものだった。しかし、もう少しの所で、謎の髭面男性に邪魔され奪われる。オフィスに戻ると、バイヤーズの父親が交通事故で死んだと知らせが。政府の官僚だった父親の死には不審な点があった。事故死に疑問の残る3人は、早速調査し始める。
第2話(1LGM01) 「ボンド登場(Bond, Jimmy Bond)」
日本人の鯨の密漁の捜査に全資金を使い果たし、新聞の印刷代が無いローンガンメン。そこへイヴが現れ、昨夜殺された天才ハッカーの話を持ち掛ける。警察は薬の売買によるトラブルが死因だと判断したが、銃弾は3発、弾は体の中で砕け散っている事から、プロの仕業の可能性が高い。真実を求め、調査する事に…。
第3話(1LGM02) 「意外な事実(Eine Kleine Frohike)」
ローンガンメンの元にナチの戦犯捜査の協力をして欲しいと言う男性が尋ねる。大戦中、アルザスの毒使いとしてフランスのレジスタンス20人を毒殺したダボス夫人。大戦後、行方を眩ませいていたが、先月ヨーロッパ各紙に戦災孤児の尋ね人の広告が出た。ハーグと名乗るその女こそ、ダボス夫人なのでは…。その確認方法は、ダボス家代々に伝わるドイツの形をしたアザがケツにあるはず。戦災孤児の父親の写真とそっくりのフロハイキーが息子になりすまして、潜入捜査する事に。
第4話(1LGM03) 「消された書類(Like Water For Octane)」
バイヤーズの情報請求が通り、情報公開局で重たい箱を受け取る。中身はブロックと1枚の資料。そこには水をエネルギーにして走る水力自動車をかつて発明したスタン・マイザーの情報が。当時マイザーはその車の発明後、口を閉ざし、車は消えた。大手石油会社に脅されていたと言う話も。その車は青緑の59年型のスチュアート・ベーカー・ラークで、車好きのフロハイキーは、当時その車に乗った事があった。今回はその水力自動車の行方を調査する事に。
第5話(1LGM04) 「スキャンダルの結果(Three Men And A Smoking Diaper)」
選挙に立候補した議員の選挙事務所のスタッフが謎の死。議員とその女は不倫関係にあったらしい。ジミー(ジェームズボンド)は議員事務所にボランティアとして潜り込み、ラングリーとフロハイキーはスタッフの自宅に潜入し、一人きりの赤ん坊に遭遇。
第6話(1LGM05) 「奪われた人生(Madam, I'm Adam)」
アダムと名乗る男性が自分は宇宙人に拐われて実験をされたに違いないと主張。アダムのデータを調べるが、彼の存在を示すものは何一つ見付からなかった。アダムが主張するように彼は本当にパラレルワールドに迷いこんでしまっているのだろうか。彼の首を見ると、なぞのコネクターの穴が空いていた。
第7話(1LGM06) 「Eメールの発信者(Planet of the FrohikesA Short History of My Demeaning Captivity)」
ある実験が行われている研究所から、「拘束されている、私を助けてほしい。」と言う内容の音声付メールがローン・ガンメン編集部に届く。そこでは実験によりチンパンジーに知能を与え、完全な生物兵器を作っていた。ジミーはその中の一頭のチンパンジーが、Eメールを送ったのだと言う。果たして本当に、チンパンジーがEメールを送ったのだろうか？
第8話(1LGM07) 「仕組まれた無実(MAXIMUM BYERS)」
老女と弁護士がやってきて、老女の息子が殺人犯として無実の罪を着せられて、死刑執行日が近づいているので、どうにか無実を証明してほしいとローン・ガンメンに頼みにきた。最初は無罪を主張していたが、ある時から罪を認め、上告する事もせず、弁護士以外と取り合わなくなったと言う。バイヤーズとジミーは死刑囚として監獄に潜り込み、老女の息子と接触を試みる。ラングリーとフロハイキーは、殺人事件を調査し、真犯人は探り出す。
第9話(1LGM08) 「雪山より愛を込めて(DIAGNOSISIJIMMY)」
雪山で密猟者の取引きの瞬間を撮影しようとジミーが雪山を滑りながら追跡を試みるが、木に激突し失敗。病院に運ばれる。足を痛め、一時的な記憶喪失になり、決定的瞬間の事を思い出せないでいた。ジミーは未解決事件を取り上げるテレビ番組で、手術中に患者を毒殺する医師を装った連続殺人犯を知る。
第10話(1LGM09) 「暗殺者たちのタンゴ(TANGO DE LOS PISTOLEROS)」
いつもイヴに騙されたり、仕事を横取りされるローン・ガンメンは今度こそはとイヴが密輸組織と取引する瞬間を押えようと張り込むが、失敗に終わる。密輸組織のリーダーがタンゴの大会に出場し、そこでまた取引が行われるらしい。接触するために、イヴとローン・ガンメンはそれぞれ大会に出場する事に。
第11話(1LGM10) 「スキナーは殺人犯？(THE LYING GAME)」
ロシアマフィアが裏取引をしようとしていたバーのトイレで男性が殺される。ローン・ガンメンは調査に乗り出し、トイレに残されていた遺留品のメガネを発見する。そのメガネには、特殊な小型カメラが内蔵されていて、男性はその映像を使い、さまざまな人々を揺すっていたらしい。映像を調べてみると、男性が殺される直前の映像には、モルダーやスカリーのボスであるスキナー副長官が映し出されていた。
第12話(1LGM11) 「モルダーvsメン・イン・ブラック(ALL ABOUT YVES)」
ローン・ガンメンの元にあるメン・イン・ブラック(MIB)の名前と居場所を記した匿名のメールが届く。調べてみると、軍のサーバーから送られていて、ドメイン名はロミオ61。それを聞くと、急に顔を強張らせるMIB。ロミオ61とは、政府公認のどこの部署にも所属していない極秘テロリスト集団の事を指すらしい。まずは、数日前にMIBがイヴに盗まれたマヘロンと言うプロジェクトのデータを取り戻すため、ローン・ガンメンとMIBはイヴの足取りを追う事に。イヴはロミオ61メンバーなのか？(このエピソードは続くと表示されているが続きは描かれていない)
第13話(1LGM12) 「キャプテン・トビーよ、永遠に(The Cap'n Toby Show)」
子供向け番組「キャプテン・トビー」のスタッフが2人、同じ日、同じショッピングモールで、同じく心臓麻痺で死亡。その2人の顔写真をデータベースに照合すると、2人はFBIの情報局に勤め、中国を担当する捜査官だった。どうやら番組スタッフの中に中国に通じているスパイがいるらしい。妻が中国からの移民であるキャプテン・トビーに、2人の殺人とスパイ活動の容疑が掛けられる。しかし子供時代のヒーローであるキャプテン・トビーがそんな事するはずがない、とラングリーは信じる。

### 書目
- Kessenich, Tom (2002). Examination. New York: Trafford Publishing. ISBN 1-55369-812-6
- Lowry, Brian (1995). The Truth is Out There: The Official Guide to the X-Files. Harper Prism. ISBN 0-06-105330-9
- Meisler, Andy (1998). I Want to Believe: The Official Guide to the X-Files Volume 3. Harper Prism. ISBN 0-06-105386-4
- Shapiro, Marc (2000). All Things: The Official Guide to the X-Files Volume 6. Harper Prism. ISBN 0-06-107611-2